# Liste der Biografien/Bach
Liste der Biografien |
Portal Biografien |
Personensuche
# |
A |
B |
C |
D |
E |
F |
G |
H |
I |
J |
K |
L |
M |
N |
O |
P |
Q |
R |
S |
T |
U |
V |
W |
X |
Y |
Z |
?
 
Ba |
Be |
Bd |
Bg |
Bh |
Bi |
Bj |
Bl |
Bm |
Bn |
Bo |
Br |
Bs |
Bu |
Bw |
By |
Bz
 
Baa |
Bab |
Bac |
Bad |
Bae |
Baf |
Bag |
Bah |
Bai |
Baj |
Bak |
Bal |
Bam |
Ban |
Bao |
Bap |
Baq |
Bar |
Bas |
Bat |
Bau |
Bav |
Baw |
Bax–Baz
 
Baca |
Bacc |
Bace |
Bach |
Baci |
Back |
Bacl |
Bacm |
Baco |
Bacq |
Bacr |
Bacs |
Bacu |
Bacv |
Bacy |
Bacz
Die Liste der Biografien führt alle Personen auf, die in der deutschsprachigen Wikipedia einen Artikel haben. Dieses ist eine Teilliste mit 885 Einträgen von Personen, deren Namen mit den Buchstaben „Bach“ beginnt.

## Bach

### Bach H
- Bach Hansen, Marie (* 1985), dänische SchauspielerinMarie Bach Hansen (* 1985)

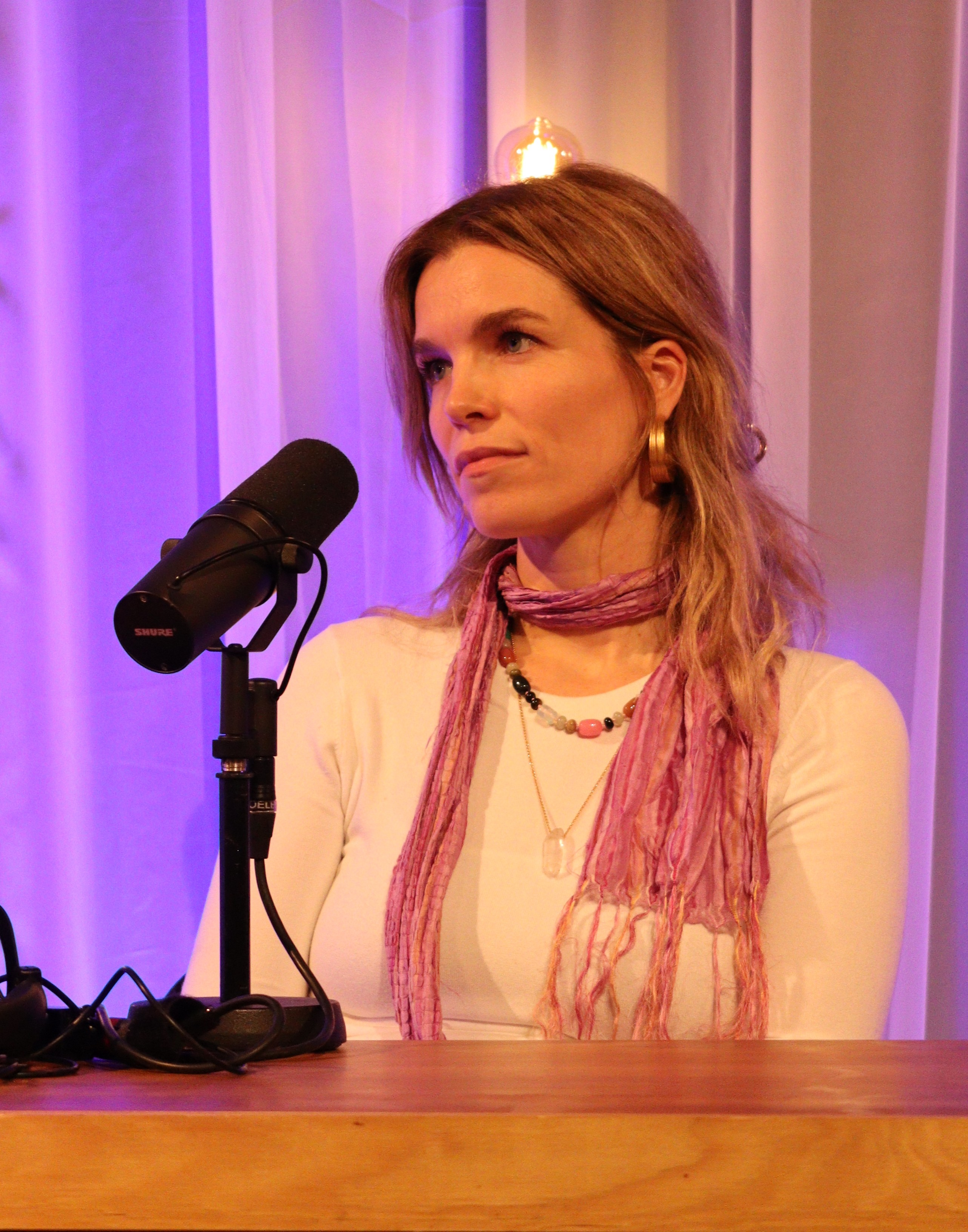
Marie Bach Hansen (* 1985)

### Bach M
- Bach Madsen, René (* 1985), dänischer Handballspieler

### Bach N
- Bach Nissen, Per (* 1967), dänischer Opern-, Operetten-, Lied- und Konzertsänger in der Stimmlage Bass

### Bach, A – Bach, Y

#### Bach, A
- Bach, Adalbert (1959–1993), deutscher Polizeibeamter
- Bach, Adolf (1890–1972), deutscher Germanist
- Bach, Aino (1901–1980), russische bzw. estnische bzw. sowjetische Malerin und Graveurin
- Bach, Albert (1910–2003), österreichischer General der Infanterie
- Bach, Albert Friedrich (1761–1838), Politiker
- Bach, Alexander von (1813–1893), österreichischer Verwaltungsjurist und Politiker
- Bach, Alexei Nikolajewitsch (1857–1946), sowjetischer Biochemiker und Revolutionär
- Bach, Alois (1809–1893), deutscher Maler
- Bach, Alois (* 1951), deutscher Offizier
- Bach, Aloys (1770–1845), deutscher Gymnasialprofessor, Konviktsregens und Heimatforscher
- Bach, Andreas (1886–1963), deutscher Maler und Grafiker
- Bach, Andreas (* 1968), deutscher Radrennfahrer
- Bach, Anita (1927–2021), deutsche Architektin
- Bach, Anna (* 1973), finnische Architektin
- Bach, Anna Magdalena (1701–1760), deutsche Sängerin (Sopran), Frau des Johann Sebastian Bach
- Bach, Annekathrin (* 1979), deutsche Schauspielerin
- Bach, Annette, deutsche Filmschauspielerin
- Bach, Annika (* 1981), deutsche Kunstbuchverlegerin
- Bach, Anton (1762–1825), deutscher katholischer Geistlicher
- Bach, August (1869–1950), Schweizer Pädagoge
- Bach, August (1897–1966), deutscher Journalist und Politiker (CDU), MdV
- Bach, August Wilhelm (1796–1869), deutscher Komponist, Organist und Musikpädagoge der Romantik

#### Bach, B
- Bach, Barbara (* 1946), US-amerikanische SchauspielerinBarbara Bach (* 1946)

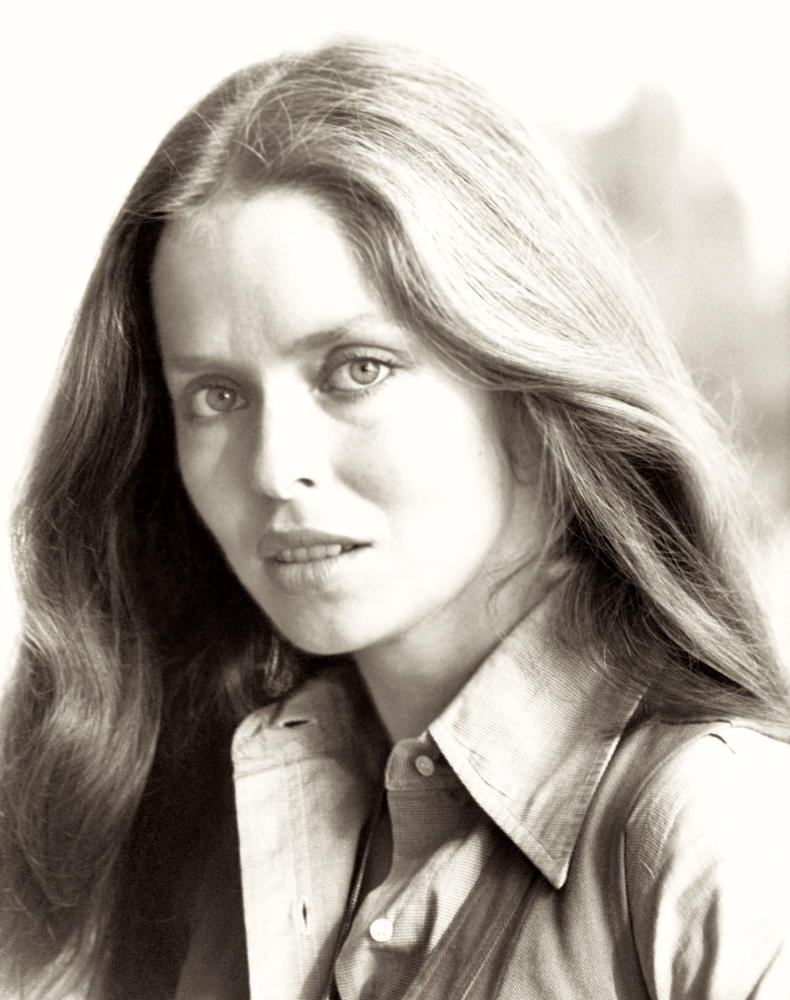
Barbara Bach (* 1946)

- Bach, Bela (* 1990), deutsche Politikerin (SPD), MdB
- Bach, Benedikt (1639–1720), deutscher römisch-katholischer Ordenspriester und 40. Abt der Abtei Marienstatt
- Bach, Björn (* 1976), deutscher Kanute

#### Bach, C
- Bach, Carl Philipp Emanuel (1714–1788), deutscher Komponist
- Bach, Carl von (1847–1931), deutscher Maschinenbau-Ingenieur und Hochschullehrer
- Bach, Catherine (* 1954), US-amerikanische SchauspielerinCatherine Bach (* 1954)

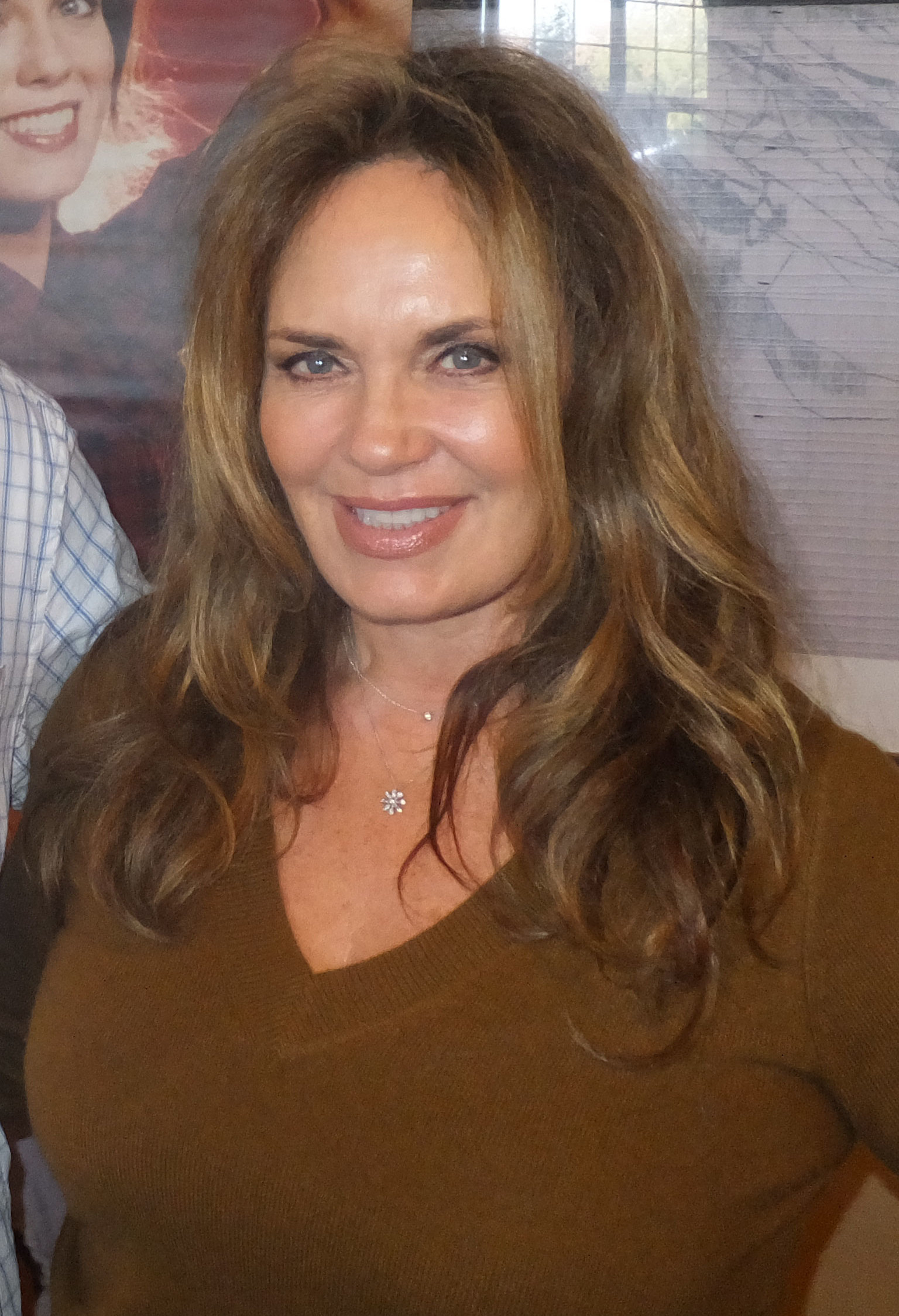
Catherine Bach (* 1954)

- Bach, Christian (1959–2019), argentinische Schauspielerin und Fernsehproduzentin
- Bach, Christian (* 1977), deutscher Filmregisseur und Drehbuchautor
- Bach, Christian (* 1979), deutscher Bahnradfahrer
- Bach, Christian Friis (* 1966), dänischer Politiker, Mitglied des Folketing, Ökonom und Hochschullehrer
- Bach, Christoph (1613–1661), Großvater von Johann Sebastian Bach
- Bach, Christoph (* 1975), deutscher Schauspieler
- Bach, Christoph de (1768–1834), Wiens erster Zirkusdirektor
- Bach, Claudia (* 1979), deutsche Regisseurin und Drehbuchautorin

#### Bach, D
- Bach, Dagmar (* 1978), deutsche Jugendbuchautorin
- Bach, Danilo (* 1944), US-amerikanischer Drehbuchautor
- Bach, Danny (* 1973), deutscher Fußballspieler
- Bach, David (* 1971), US-amerikanischer Pokerspieler
- Bach, David Josef (1874–1947), österreichischer Musikkritiker
- Bach, Dieter (* 1932), deutscher evangelischer Theologe
- Bach, Dieter (* 1959), deutscher Mediziner und Nephrologe
- Bach, Dieter (* 1963), deutscher Schauspieler
- Bach, Dirk (1961–2012), deutscher Schauspieler, Moderator und ComedianDirk Bach (1961–2012)

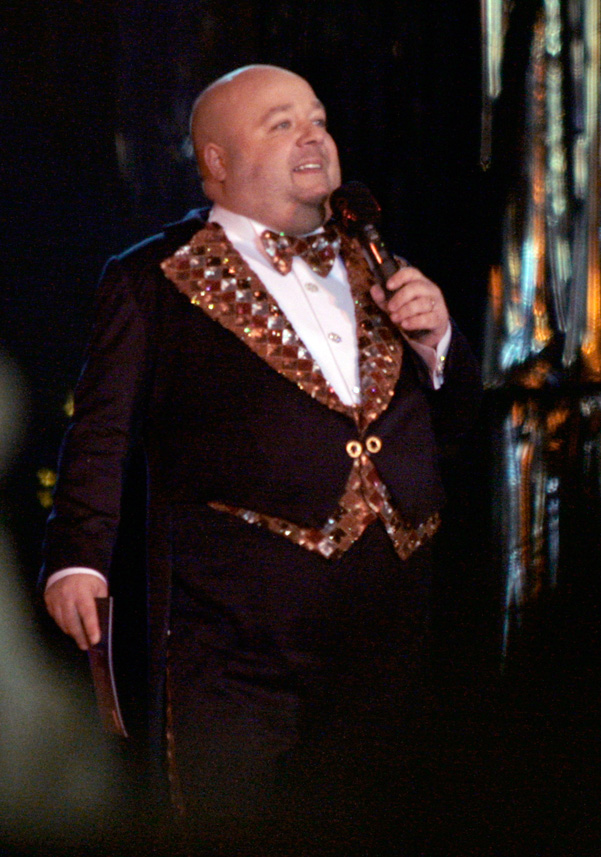
Dirk Bach (1961–2012)

#### Bach, E
- Bach, Eduard von (1814–1884), österreichischer Politiker und Verwaltungsbeamter
- Bach, Edward (1886–1936), englischer Mediziner, Bakteriologe und Immunologe
- Bach, Elisabeth von († 1519), Adelige und ehemalige Angeklagte in einem Giftmörderprozess
- Bach, Elise (1852–1932), österreichische Theaterschauspielerin
- Bach, Else (1899–1951), deutsche Bildhauerin
- Bach, Elvira (* 1951), deutsche Malerin der Neuen Wilden und Bildhauerin
- Bach, Emilie (1840–1890), österreichische Journalistin
- Bach, Emmanuelle (* 1968), französische Filmschauspielerin
- Bach, Engelbert (1929–1999), deutscher Mundartdichter
- Bach, Ernst (1876–1929), deutscher Theaterautor
- Bach, Ernst (1899–1944), deutscher Gynäkologe, SA-Führer und Hochschullehrer
- Bach, Ernst (1902–1965), deutscher Politiker (DNVP und CDU), MdL
- Bach, Ernst Carl Christian (1785–1859), deutscher evangelischer Geistlicher und Lehrer
- Bach, Erwin Johannes (1897–1961), deutscher Musikwissenschaftler, Komponist und Schriftsteller
- Bach, Etienne (1892–1986), französischer Pfarrer
- Bach, Ewald (1871–1920), deutscher Theater- und Stummfilmschauspieler

#### Bach, F
- Bach, Francisco Carlos (* 1954), brasilianischer Geistlicher, römisch-katholischer Bischof von Joinville
- Bach, Franz (1886–1943), österreichischer Paläontologe und Lehrer
- Bach, Franz Albert (1865–1935), deutscher Architekt und Immobilien-Unternehmer
- Bach, Franz Josef (1917–2001), deutscher Ingenieur, Diplomat und Politiker (CDU), MdB
- Bach, Franz Theodor (1833–1897), deutscher Philologe, Turner und Schulleiter
- Bach, Friedrich (1817–1865), österreichischer Dichter und Mediziner
- Bach, Friedrich Alfred (* 1927), deutscher Filmregisseur, Produzent und Kameramann
- Bach, Friedrich Teja (* 1944), deutscher Kunsthistoriker und Hochschullehrer
- Bach, Friedrich Theodor (1757–1815), preußischer Beamter
- Bach, Friedrich Wilhelm Benjamin (1784–1840), deutscher Papiermacher
- Bach, Friedrich-Wilhelm (1944–2014), deutscher Ingenieurwissenschaftler
- Bach, Fritz Werner (1887–1948), deutscher Mediziner

#### Bach, G
- Bach, Gabriel (1927–2022), deutsch-israelischer Jurist und stellvertretender Ankläger im Prozess gegen Adolf EichmannGabriel Bach (1927–2022)

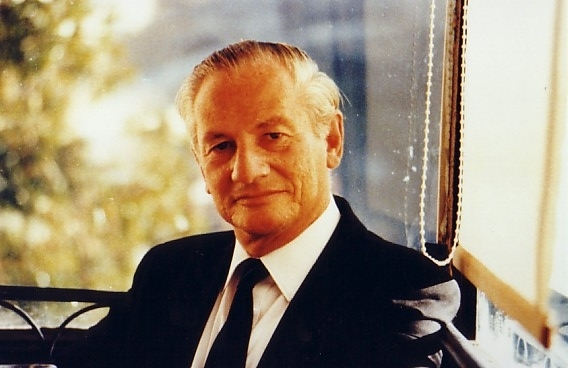
Gabriel Bach (1927–2022)

- Bach, Georg Christoph (1642–1697), deutscher Komponist aus der Familie Bach
- Bach, Georges (* 1955), luxemburgischer Politiker, MdEP
- Bach, Gerhard (* 1943), deutscher Literaturwissenschaftler (Amerikanistik) und Fremdsprachendidaktiker
- Bach, Gerhard L. (1934–2018), deutscher Rheumatologe
- Bach, Gottfried Heinrich (* 1724), Sohn Johann Sebastian Bachs
- Bach, Gottlieb Friedrich (1714–1785), deutscher Musiker und Maler
- Bach, Guido (1828–1905), deutscher Maler, in London tätig (ab 1862)
- Bach, Günter (* 1938), deutscher Fußballspieler
- Bach, Gustav (1871–1954), deutscher Maler und Bildhauer
- Bach, Gustav (1880–1929), Heilbronner Ingenieur und Unternehmer
- Bach, Gustav Justus Christian von (1837–1901), königlich preußischer Generalmajor und zuletzt Chef des Generalstabes der Generalinspektion der Fuß-Artillerie

#### Bach, H
- Bach, Hans († 1615), österreichischer Spielmann, Hofnarr und Musiker
- Bach, Hans (1911–2002), österreichischer Agrarwissenschaftler, Soziologe, Universitätsprofessor und Rektor der Universität Linz
- Bach, Hans (* 1940), deutscher Schriftsteller und Diplompsychologe
- Bach, Hans (1946–2019), Schweizer Bildhauer und Bildender Künstler
- Bach, Hans-Peter (* 1958), deutscher Verleger
- Bach, Heinrich (1615–1692), deutscher Organist und Komponist
- Bach, Heinrich (1812–1870), deutscher Offizier, Kartograf und Geologe
- Bach, Heinz (1922–1986), deutscher Manager und Funktionär
- Bach, Heinz (1923–2013), deutscher Pädagoge
- Bach, Helena Rosendahl (* 2000), dänische Schwimmerin
- Bach, Henri (1956–2024), deutscher Koch
- Bach, Herbert (1891–1945), deutscher Jurist, SS-Brigadeführer und Nationalsozialist
- Bach, Hermann (* 1842), deutscher Bildhauer
- Bach, Hermann (1875–1944), deutscher Chemiker
- Bach, Hermann (1897–1966), deutscher Jurist und Staatssekretär
- Bach, Howard (* 1979), US-amerikanischer Badmintonspieler
- Bach, Hugo (1859–1940), deutscher Badearzt und Dramatiker
- Bach, Hugo (1872–1950), deutscher Richter und Ministerialbeamter

#### Bach, I
- Bach, Inka (* 1956), deutsche Schriftstellerin
- Bach, Isidor (1849–1946), deutscher Unternehmer
- Bach, Ivo (* 1978), deutscher Jurist und Hochschullehrer

#### Bach, J
- Bach, Jacob (1655–1718), deutscher Musiker und Kantor aus der Familie Bach
- Bach, Jacob (1868–1941), Landtagsabgeordneter Großherzogtum Hessen
- Bach, Jacques (1941–2013), luxemburgischer Fußballspieler
- Bach, Jakob, deutscher Architekt und Dombaumeister
- Bach, Jean (1918–2013), US-amerikanische Dokumentarfilmerin, Radioproduzentin und Jazz-Enthusiastin
- Bach, Jenny (* 1987), deutsche Theater- und Fernsehschauspielerin
- Bach, Jillian (* 1973), US-amerikanische Schauspielerin
- Bach, Johann, deutscher Komponist, Großonkel von Johann Sebastian Bach
- Bach, Johann (* 1884), deutsch-russischer römisch-katholischer Geistlicher und Märtyrer
- Bach, Johann Aegidius (* 1645), deutscher Bratschist und Altist
- Bach, Johann Ambrosius (1645–1695), deutscher Musiker, Vater von Johann Sebastian Bach
- Bach, Johann Andreas (1713–1779), deutscher Hautboist und Organist
- Bach, Johann August (1721–1758), deutscher Rechtshistoriker
- Bach, Johann Baptist (1779–1847), österreichischer Jurist
- Bach, Johann Bernhard († 1749), deutscher Komponist, Sohn von Johann Aegidius Bach
- Bach, Johann Bernhard (1700–1743), deutscher Komponist und Organist, Sohn von Johann Christoph Bach (Ohrdruf)
- Bach, Johann Christian, Geiger und Direktor der Erfurter Stadtmusiker

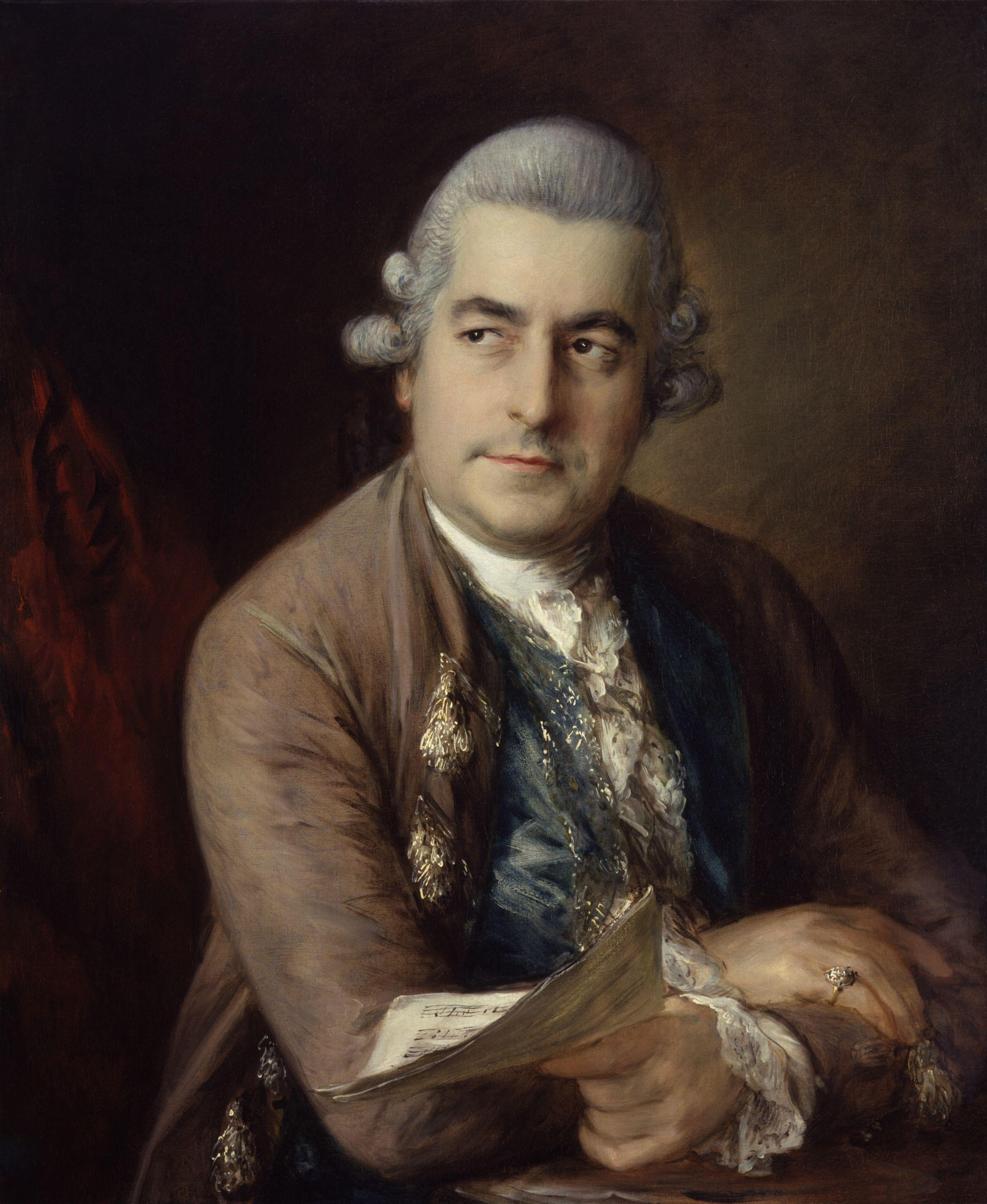
Johann Christian Bach (1735–1782)

- Bach, Johann Christian (1735–1782), deutscher Komponist und Sohn von Johann Sebastian BachJohann Christian Bach (1735–1782)
- Bach, Johann Christian (1743–1814), deutscher Pianist
- Bach, Johann Christoph († 1703), deutscher Komponist, Sohn von Heinrich Bach
- Bach, Johann Christoph (* 1645), deutscher Violinist, Zwillingsbruder von Johann Ambrosius Bach, dem Vater von Johann Sebastian Bach
- Bach, Johann Christoph (1671–1721), deutscher Stadtmusikant und Organist
- Bach, Johann Christoph (1673–1727), deutscher Kantor und Organist
- Bach, Johann Christoph Friedrich (1732–1795), deutscher Musiker und Komponist, Sohn von Johann Sebastian Bach
- Bach, Johann Elias (1705–1755), deutscher Komponist aus der Familie Bach
- Bach, Johann Ernst († 1739), deutscher Organist aus der Familie Bach
- Bach, Johann Ernst (1722–1777), deutscher Organist und Komponist
- Bach, Johann Georg (1751–1797), deutscher Organist
- Bach, Johann Gottfried Bernhard (1715–1739), deutscher Organist
- Bach, Johann Günther, Organist und Instrumentenbauer
- Bach, Johann Heinrich (1707–1783), deutscher Komponist und Organist, Sohn von Johann Christoph Bach (Ohrdruf)
- Bach, Johann Jacob († 1722), deutscher Musiker, Bruder von Johann Sebastian Bach
- Bach, Johann Lorenz (1695–1773), deutscher Komponist aus der Familie Bach
- Bach, Johann Ludwig (* 1677), deutscher Komponist und Kapellmeister
- Bach, Johann Michael († 1694), deutscher Komponist, Kantor und Organist, Schwiegervater von Johann Sebastian Bach
- Bach, Johann Michael (1745–1820), deutscher Komponist
- Bach, Johann Nikolaus (1669–1753), deutscher Komponist
- Bach, Johann Philipp (1752–1846), deutscher Musiker und Maler
- Bach, Johann Samuel, Musiker und Lehrer der Musikerfamilie Bach

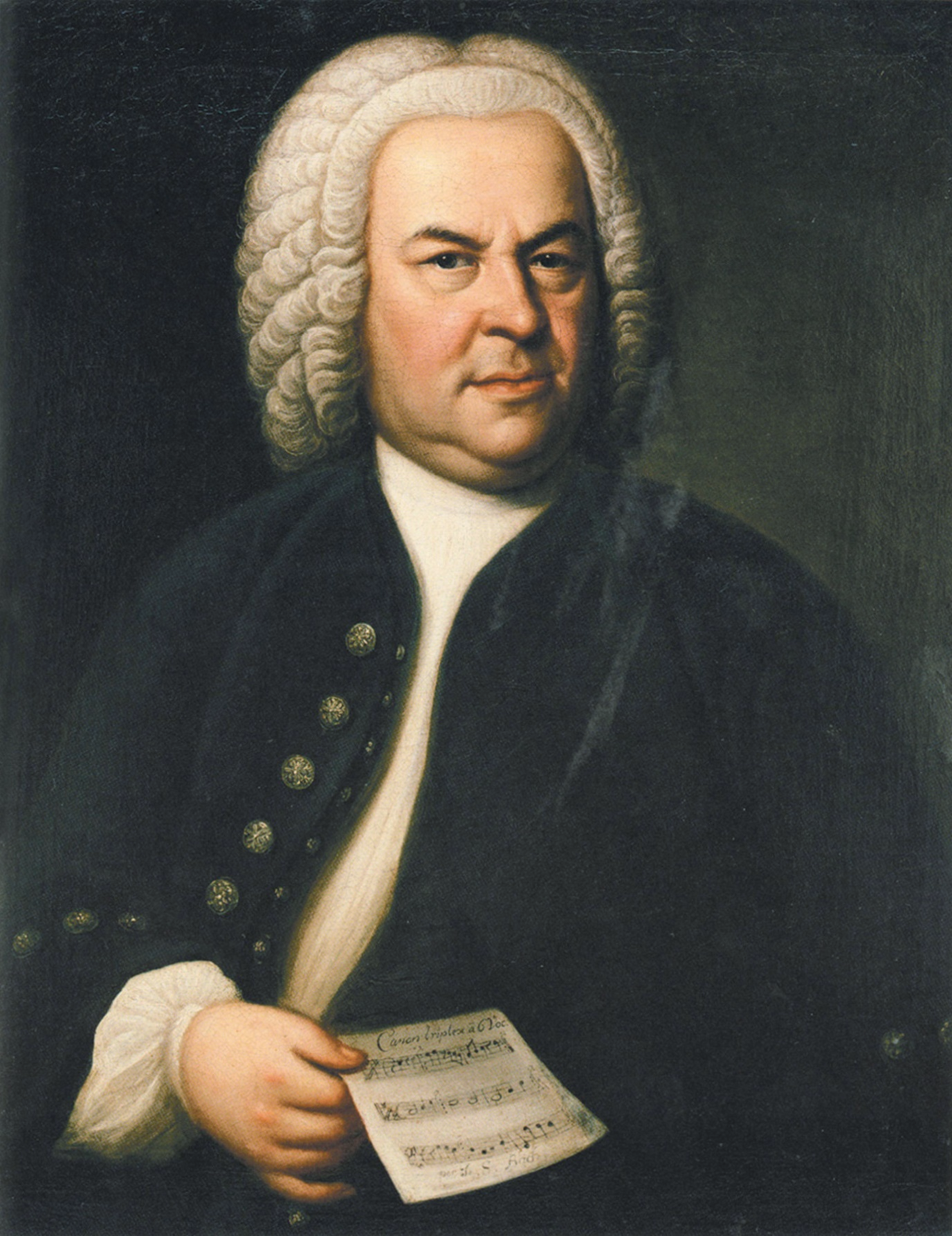
Johann Sebastian Bach (1685–1750)

- Bach, Johann Sebastian (1685–1750), deutscher Komponist des Barock, Organist und CembalistJohann Sebastian Bach (1685–1750)
- Bach, Johann Sebastian (1748–1778), deutscher Maler
- Bach, Johann Stephan († 1717), Musiker und Dichter aus der Familie Bach
- Bach, Johannes († 1626), Sohn des Veit Bach
- Bach, Johannes (* 1791), deutscher Jurist und Kommunalpolitiker
- Bach, Johannes (1792–1865), Landtagsabgeordneter Waldeck, Bürgermeister in Rhoden
- Bach, Johannes (1808–1866), Schweizer Politiker und Richter
- Bach, Johannes (1849–1909), Landtagsabgeordneter Waldeck
- Bach, John (* 1946), walisischer Schauspieler
- Bach, Jörg (* 1964), deutscher Bildhauer
- Bach, Jörg (* 1965), deutscher Fußballspieler
- Bach, Joscha (* 1973), deutscher Kognitionswissenschaftler, KI-Forscher und PhilosophJoscha Bach (* 1973)

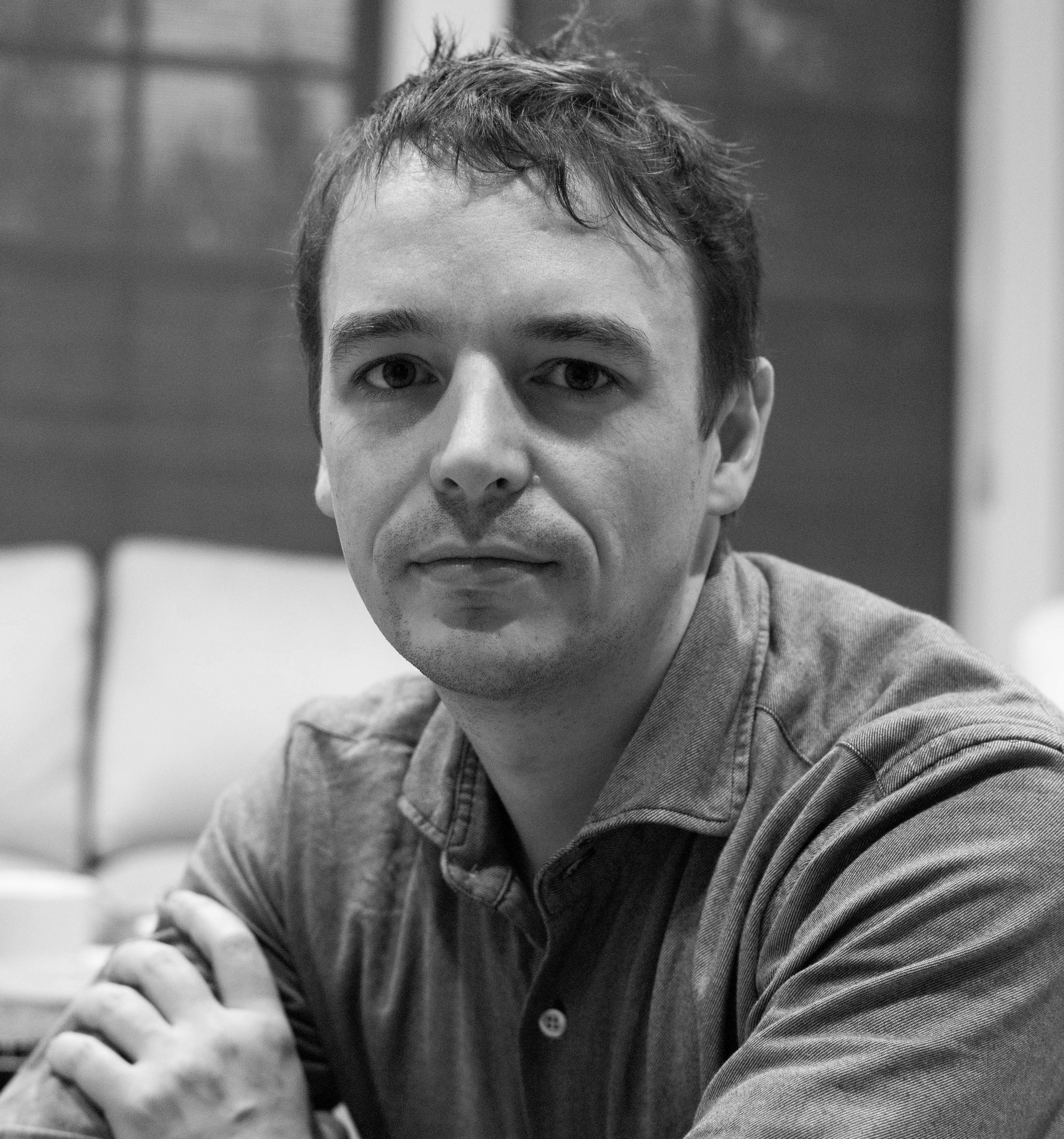
Joscha Bach (* 1973)

- Bach, Josef (1921–2004), deutscher Geiger, Komponist und Arrangeur
- Bach, Josef, deutscher Filmkomponist
- Bach, Joseph Alois (1838–1912), päpstlicher Zuave
- Bach, Joseph von (1833–1901), deutscher Theologe
- Bach, Jürgen Arne (1942–2024), deutscher Verleger
- Bach, Justus Friedrich (1796–1853), Jurist und Abgeordneter der kurhessischen Landstände

#### Bach, K
- Bach, Karl (1920–1993), deutscher Fechter
- Bach, Karl Daniel Friedrich (1756–1829), deutscher Maler, Zeichner und Kunstpädagoge
- Bach, Katharina (* 1959), deutsche Grafikerin und Malerin
- Bach, Katharina (* 1985), deutsche Schauspielerin und Hörspielsprecherin
- Bach, Kathrin (* 1988), deutsche Schriftstellerin und Lyrikerin
- Bach, King (* 1988), kanadisch-amerikanischer Filmschauspieler und Influencer
- Bach, Kristina (* 1962), deutsche Schlagersängerin, Texterin und ProduzentinKristina Bach (* 1962)

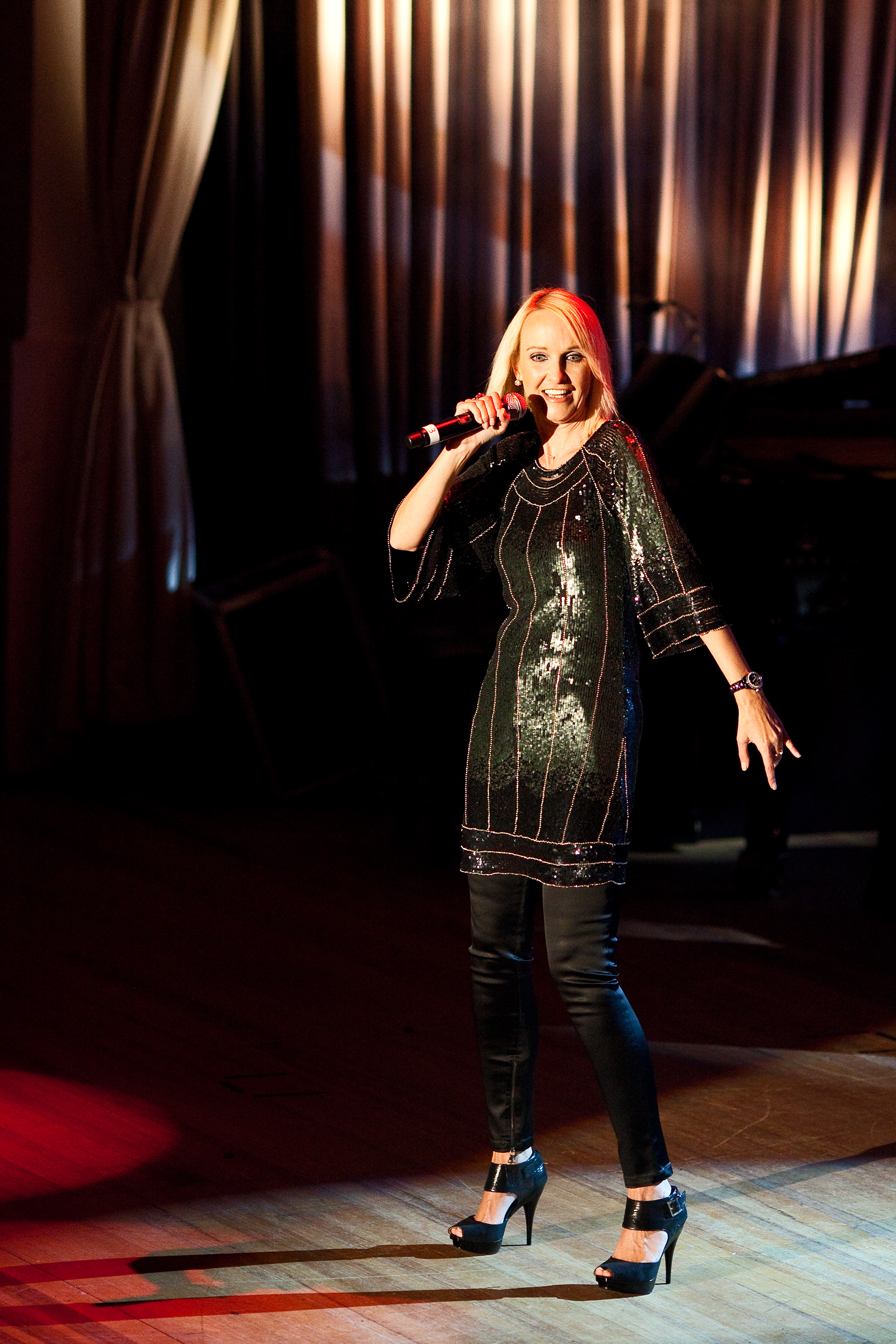
Kristina Bach (* 1962)

#### Bach, L
- Bach, Laura (* 1979), dänische Schauspielerin
- Bach, Leonhard Emil (1849–1902), deutscher Pianist, Komponist und Musikpädagoge
- Bach, Liesel (1905–1992), deutsche Kunstfliegerin
- Bach, Lola, deutsche Nackt-Tänzerin der 20er Jahre
- Bach, Lothar (* 1947), deutscher Fußballspieler
- Bach, Lotte (1908–1995), deutsche Textilkünstlerin
- Bach, Louis (1883–1914), französischer Fußballspieler
- Bach, Ludwig (1865–1912), deutscher Ophthalmologe und Hochschullehrer
- Bach, Luis (* 1994), deutscher American-Football-Spieler

#### Bach, M
- Bach, Marga, deutsche Entertainerin, Kabarettistin und Schauspielerin
- Bach, Margit (* 1951), deutsche Hürdenläuferin
- Bach, Maria (1896–1978), österreichische Pianistin, Violinistin, Komponistin und bildende Künstlerin
- Bach, Maria Barbara (* 1684), deutsche Sängerin (Sopran), Frau des Johann Sebastian Bach
- Bach, Marie (1836–1904), Schweizer Schriftstellerin
- Bach, Marisa Leonie (* 1978), deutsche SchauspielerinMarisa Leonie Bach (* 1978)

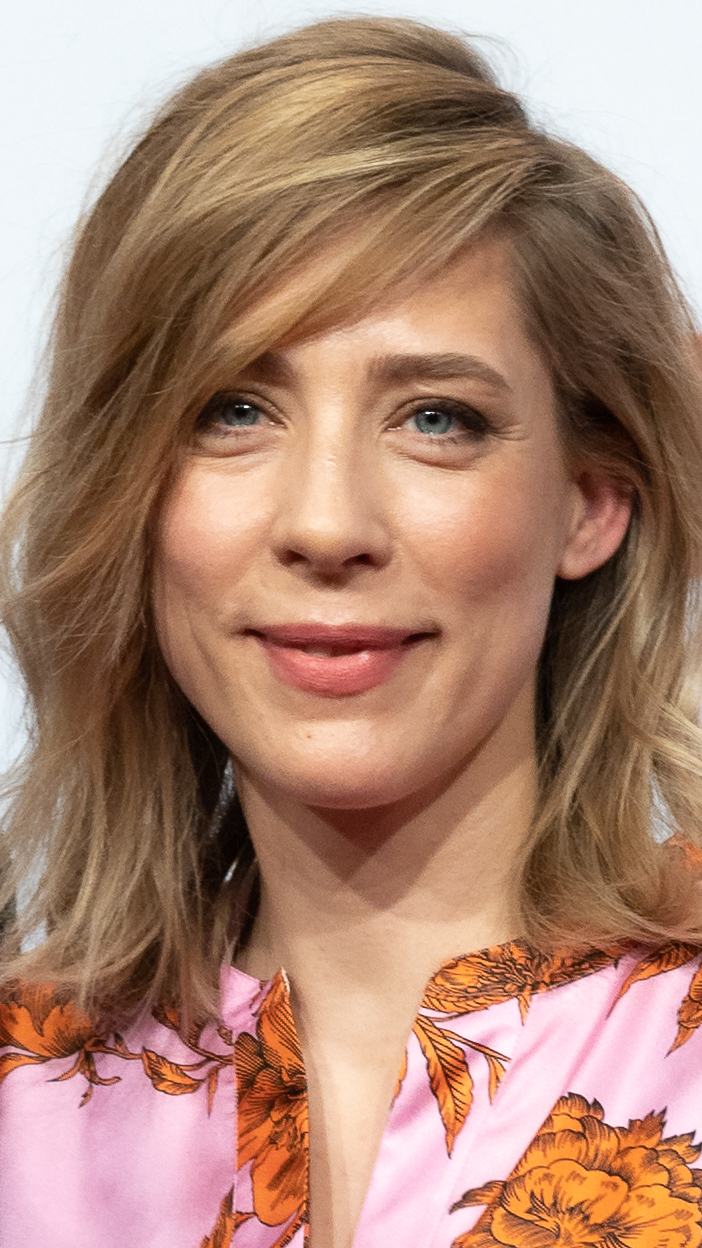
Marisa Leonie Bach (* 1978)

- Bach, Marlene (* 1961), deutsche Krimischriftstellerin
- Bach, Marta (* 1993), spanische Wasserballspielerin
- Bach, Maurizio (* 1953), deutscher Soziologe
- Bach, Max (1841–1914), deutscher Maler, Graphiker und Kunsthistoriker
- Bach, Max (1885–1967), deutscher Gewerkschafter und Opfer des Nationalsozialismus
- Bach, Max (1915–2006), deutscher Verleger
- Bach, Max (1921–2005), deutsch-amerikanischer Romanist und Literaturwissenschaftler
- Bach, Mechthild (1949–2011), promovierte deutsche Internistin
- Bach, Mechthild (* 1963), deutsche Opernsängerin (Sopran)
- Bach, Michael (1784–1843), österreichischer Jurist
- Bach, Michael (1808–1878), deutscher Botaniker, Malakologe und Entomologe
- Bach, Michael (* 1950), deutscher Physiker
- Bach, Michael (* 1958), deutscher Cellist, Komponist und Bildender Künstler
- Bach, Michael (* 1960), US-amerikanischer Ruderer
- Bach, Mischa (* 1966), deutsche Schriftstellerin

#### Bach, N
- Bach, Nicolaus Ephraim († 1760), deutscher Komponist und Organist

#### Bach, O
- Bach, Olaf (1892–1963), deutscher Schauspieler bei Bühne und Film
- Bach, Ole-Marius (* 1988), norwegischer Skilangläufer
- Bach, Olga (* 1990), deutsche Schriftstellerin
- Bach, Ottilie (1836–1905), deutsche Schriftstellerin
- Bach, Otto (1833–1893), österreichischer Kirchenmusiker und Kapellmeister
- Bach, Otto (1924–2010), deutscher Heimatforscher
- Bach, Otto (* 1937), deutscher Psychiater
- Bach, Otto Friedrich (1899–1981), deutscher Politiker (SPD), MdA

#### Bach, P
- Bach, Pamela (1963–2025), US-amerikanische Filmschauspielerin
- Bach, Patrick (* 1968), deutscher SchauspielerPatrick Bach (* 1968)

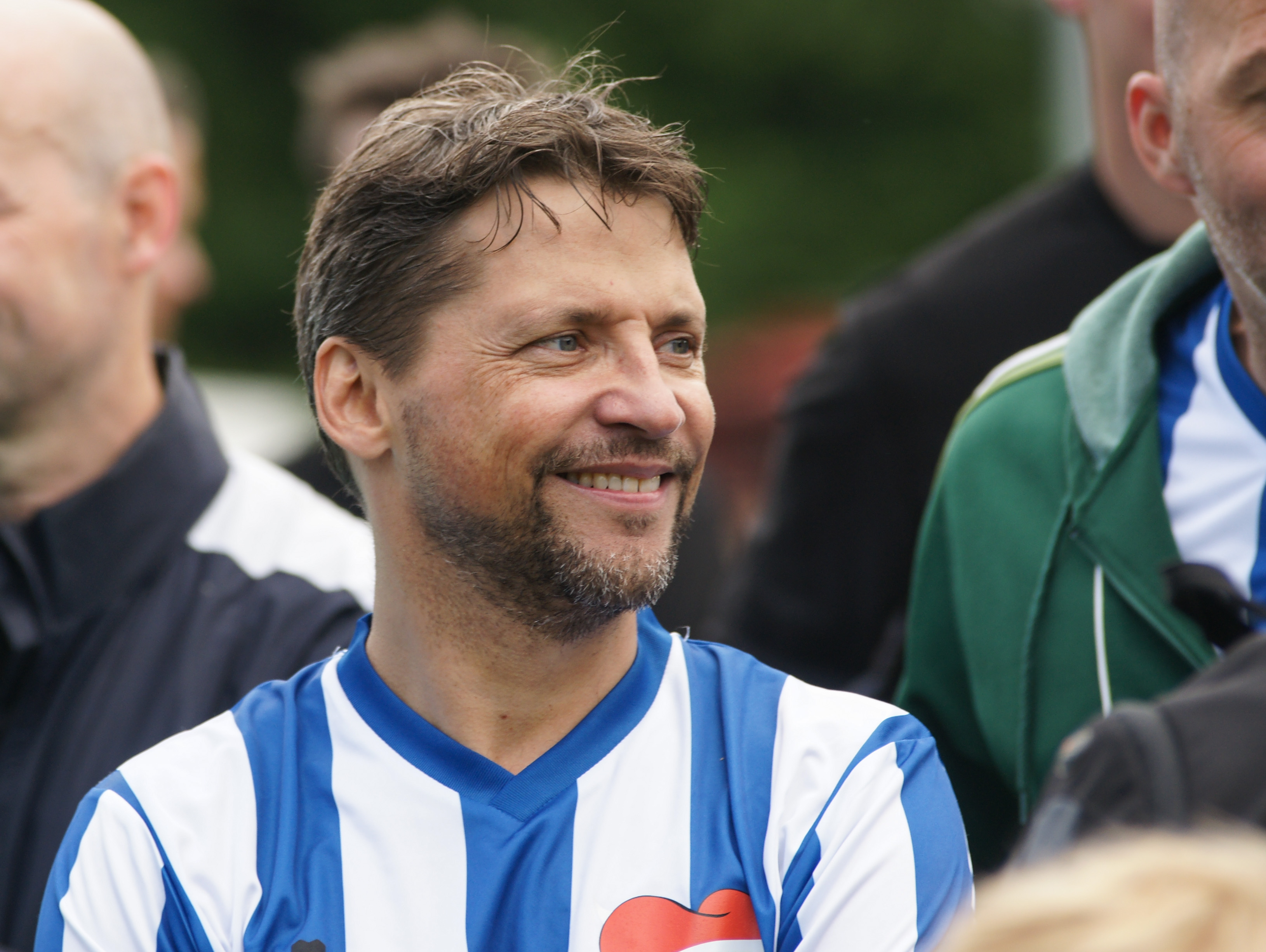
Patrick Bach (* 1968)

- Bach, Patrizia (* 1983), Bildende Künstlerin
- Bach, Paul (1855–1936), deutscher Schauspieler
- Bach, Paul (1866–1919), deutscher Maler und Grafiker der Düsseldorfer Schule
- Bach, Peter (* 1872), deutsch-russischer römisch-katholischer Geistlicher und Märtyrer
- Bach, Peter (* 1946), deutscher Rechtsanwalt
- Bach, Philippe (* 1974), Schweizer Dirigent
- Bach, Pierre-Antonio-Jean (1932–2020), französischer römisch-katholischer Ordensgeistlicher, Apostolischer Vikar von Savannakhet

#### Bach, R
- Bach, Rainer (1946–2019), deutscher Karikaturist, Grafiker, Illustrator und Cartoonist
- Bach, Rainer (* 1947), deutscher Country-Sänger und Pedal-Steel-Gitarrist
- Bach, Rasmus (* 1995), dänisch-australischer Basketballspieler
- Bach, Richard (* 1936), US-amerikanischer Schriftsteller
- Bach, Robert (1901–1976), deutscher Gewerkschafter und Politiker (SPD), MdB
- Bach, Robert (1926–2010), deutscher evangelischer Theologe
- Bach, Robert Romanowitsch (1859–1933), russischer Bildhauer und Hochschullehrer
- Bach, Rudi (* 1886), deutscher Schauspieler, Drehbuchautor und Filmregisseur
- Bach, Rüdiger (* 1964), deutscher Schauspieler, Autor, Moderator und Produzent
- Bach, Rudolf am (1919–2004), Schweizer Pianist

#### Bach, S
- Bach, Sabine (* 1956), deutsche Film- und Fernsehschauspielerin
- Bach, Samuel (1773–1838), deutscher Bäcker, Stadtrezeptor, Bürgermeister und Politiker
- Bach, Sebastian (* 1968), kanadischer SängerSebastian Bach (* 1968)

Sebastian Bach (* 1968)

- Bach, Siegfried (1862–1919), deutscher Unternehmer und Konsul
- Bach, Siegward (1929–2016), deutscher Artist
- Bach, Sonya (* 1981), südkoreanische Pianistin klassischer Musik
- Bach, Stefan (* 1964), deutscher Volkswirt
- Bach, Stephen (1897–1973), deutsch-britischer Biochemiker
- Bach, Steven (1938–2009), US-amerikanischer Filmproduzent und Autor
- Bach, Susanne (1909–1997), deutschbrasilianische Schriftstellerin und Buchhändlerin

#### Bach, T
- Bach, Tamara (* 1976), deutsche Schriftstellerin
- Bach, Theodor (1858–1938), österreichischer Architekt
- Bach, Theodor (1879–1945), deutscher Politiker (SPD, USPD, KPD) und NS-Opfer
- Bach, Thomas (* 1953), deutscher Fechter, Olympiasieger und SportfunktionärThomas Bach (* 1953)

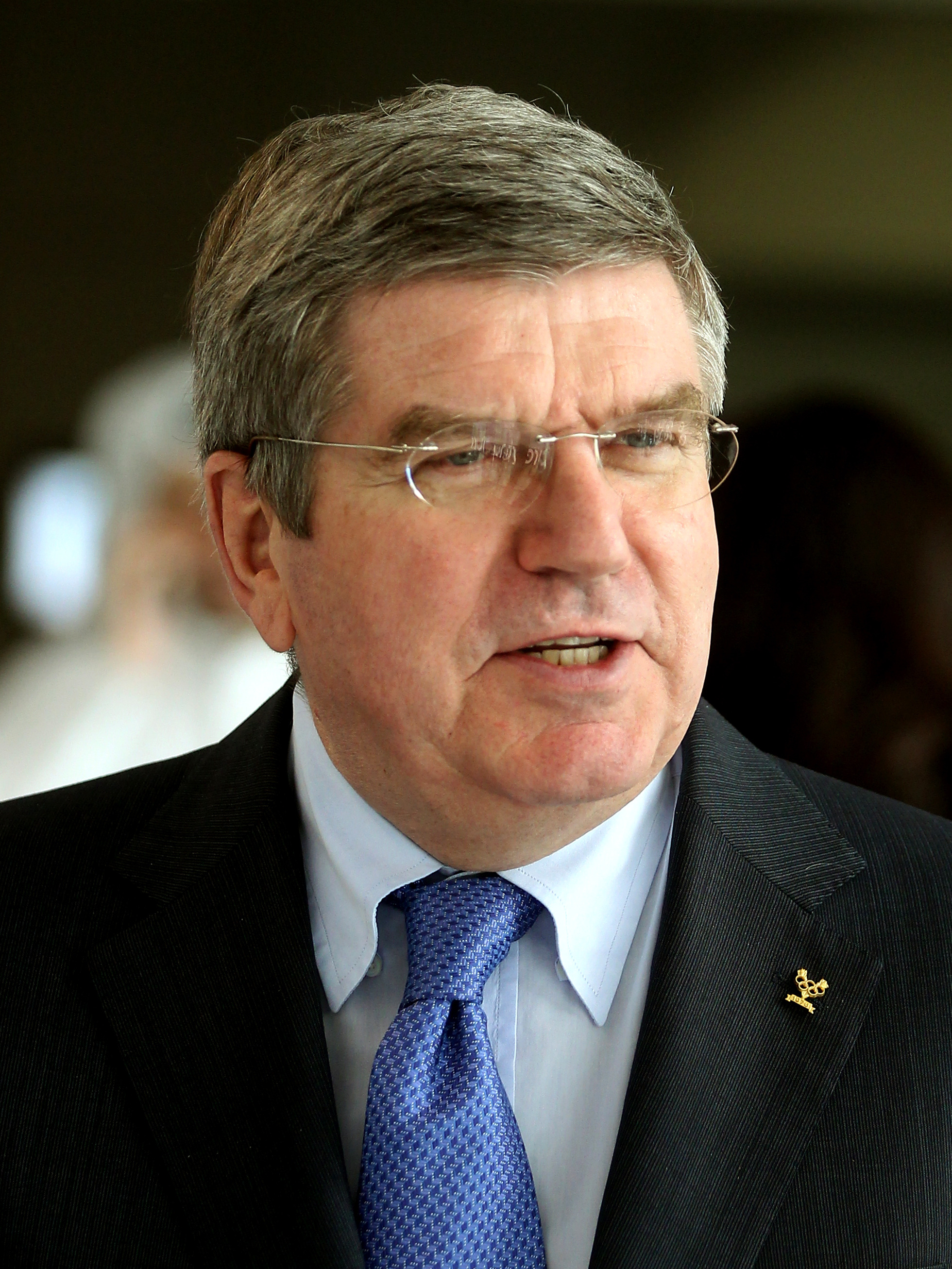
Thomas Bach (* 1953)

- Bach, Thorsten (* 1965), deutscher Chemiker und Professor für Organische Chemie an der TU München
- Bach, Thorsten (* 1972), deutscher Urologe, Hochschullehrer
- Bach, Tobias Friedrich (1695–1768), deutscher Organist und Hofkantor

#### Bach, U
- Bach, Ulrich (1931–2009), deutscher evangelischer Theologe

#### Bach, V
- Bach, Veit, deutscher Musiker, Stammvater der deutschen Musikerfamilie Bach
- Bach, Vivi (1939–2013), dänische Sängerin, Schauspielerin, Fernsehmoderatorin und Schriftstellerin
- Bach, Volker (* 1965), deutscher mathematischer Physiker

#### Bach, W
- Bach, Walter (1900–1980), österreichischer Schauspieler und Hörspielsprecher
- Bach, Walter (* 1909), Schweizer Turner
- Bach, Wilfrid (1936–2015), deutscher Geograph und Klimatologe
- Bach, Wilhelm Friedemann (1710–1784), deutscher Komponist, Organist und Cembalist
- Bach, Wilhelm Friedrich Ernst (1759–1845), deutscher Komponist
- Bach, William (* 1946), britischer Politiker (Labour)
- Bach, Winfried (* 1942), deutscher Soziologe
- Bach, Wolf-Dieter (1933–2002), deutscher Dichter, Übersetzer und Karl-May-Forscher

#### Bach, Y
- Bach, Yaakov (1911–2006), israelischer Ökonom
- Bach, Yannick (* 1991), deutscher Fußballspieler

### Bach-

#### Bach-B
- Bach-Bendel, Lina (1854–1920), österreichische Theaterschauspielerin und Opernsängerin (Sopran)

#### Bach-W
- Bach-Wild, Ursula (1903–1987), deutsche Goldschmiedin und Kunsthandwerkerin

#### Bach-Y
- Bach-y-Rita, Paul (1934–2006), US-amerikanischer Neurophysiologe

#### Bach-Z
- Bach-Zelewski, Erich von dem (1899–1972), deutscher SS-Obergruppenführer und Politiker (NSDAP), MdRErich von dem Bach-Zelewski (1899–1972)

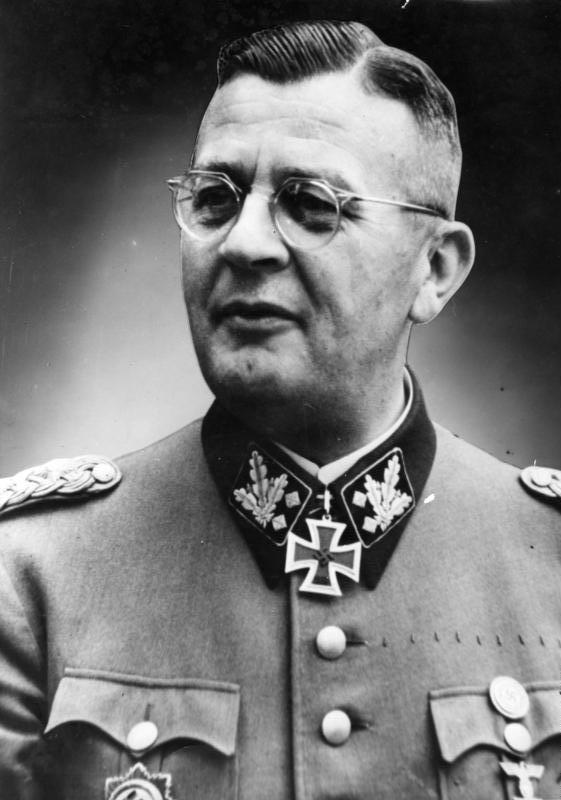
Erich von dem Bach-Zelewski (1899–1972)

### Bacha
- Bacha, Edmar (* 1942), brasilianischer Wirtschaftswissenschaftler, Bankmanager, Hochschullehrer und Schriftsteller
- Bacha, Emebet (* 1990), äthiopische Langstreckenläuferin
- Bacha, Habib (1931–1999), libanesischer Geistlicher, melkitischer Erzbischof von Beirut und Jbeil
- Bacha, Julia (* 1980), brasilianische Dokumentarfilmemacherin
- Bacha, Selma (* 2000), französische Fußballspielerin
- Bachar, Carmit (* 1974), US-amerikanische Tänzerin, Sängerin und Schauspielerin
- Bachar, Dian (* 1970), US-amerikanischer Schauspieler
- Bachar, John (1957–2009), US-amerikanischer Kletterer
- Bachar, Mohamed (* 1992), nigrischer Fußballspieler
- Bachar, Sjarhej (* 1989), belarussischer Kugelstoßer
- Bacharach, Burt (1928–2023), US-amerikanischer Pianist und KomponistBurt Bacharach (1928–2023)

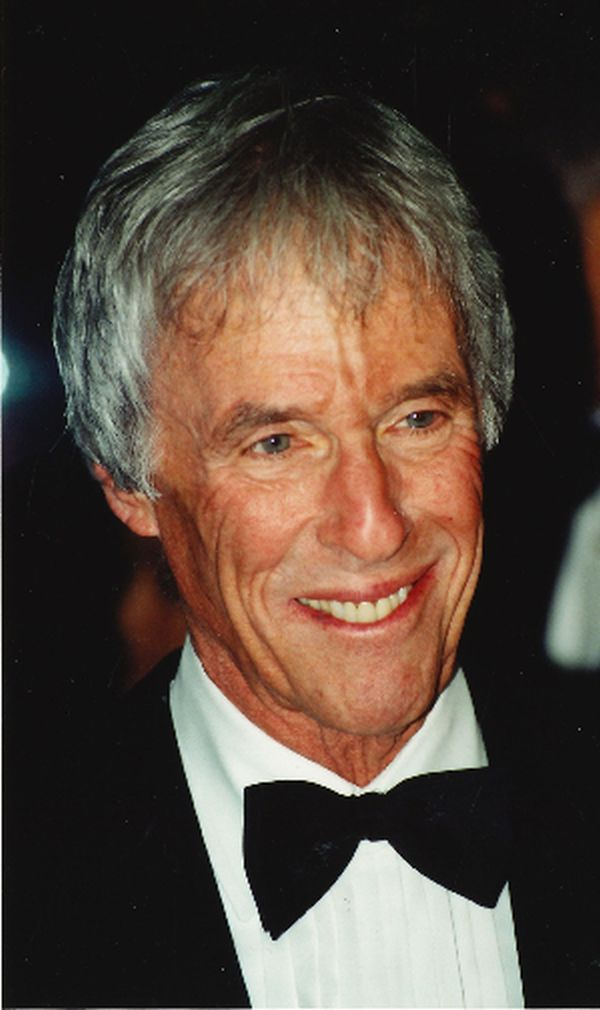
Burt Bacharach (1928–2023)

- Bacharach, Eva († 1652), jüdische Hebraistin
- Bacharach, Isaac (1870–1956), US-amerikanischer Politiker
- Bacharach, Isaak (1854–1942), deutscher Mathematiker und Opfer des Holocaust
- Bacharach, Jair Chajim († 1702), jüdischer Gelehrter und rabbinische Autorität
- Bacharach, Seligmann (1789–1880), jüdischer Kaufmann
- Bacharach, Siegfried (1896–1972), deutscher Kaufmann, Buchhändler, Zeitungs-Herausgeber, Redakteur und Autor
- Bacharach, Walter Zwi (1928–2014), israelischer Historiker
- Bachardy, Don (* 1934), US-amerikanischer Maler und Zeichner
- Bacharevič, Alhierd (* 1975), belarussischer Schriftsteller, Punk-Musiker, Übersetzer
- Bacharow, Boris Sergejewitsch (1902–1944), sowjetischer Generalmajor der Panzertruppen
- Bacharow, Sachari (* 1980), bulgarischer Schauspieler
- Bachas, Constantin (* 1956), französischer Physiker
- Bachasson de Montalivet, Jean-Pierre (1766–1823), französischer Politiker
- Bachauer, Gina (1913–1976), griechische Pianistin
- Bachaumont, Louis Petit de (1690–1771), französischer Schriftsteller

### Bachc
- Bachchan, Abhishek (* 1976), indischer Schauspieler
- Bachchan, Amitabh (* 1942), indischer SchauspielerAmitabh Bachchan (* 1942)

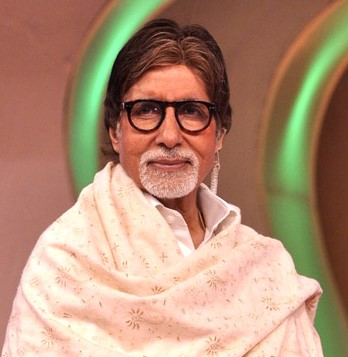
Amitabh Bachchan (* 1942)

- Bachchan, Harivansh Rai (1907–2003), indischer Dichter und Schriftsteller
- Bachchan, Jaya (* 1948), indische Schauspielerin

### Bachd
- Bachdim, Irfan (* 1988), niederländisch-indonesischer Fußballspieler

### Bache
- Bache, Alexander Dallas (1806–1867), US-amerikanischer Physiker
- Bache, Andrew (* 1939), britischer Diplomat
- Bache, Christian (* 1987), schwedisch-norwegischer Biathlet
- Bache, Francis Edward (1833–1858), englischer Komponist und Organist
- Bache, Fritz (1898–1959), deutscher Fußballspieler
- Bache, Ida Wolden (* 1973), norwegische Ökonomin
- Bache, Otto (1839–1927), dänischer Maler
- Bache, Richard (1737–1811), Postminister in der Gründerzeit der USA
- Bache, Steve (* 1990), deutscher Filmregisseur, Drehbuchautor und Illustrator
- Bache, Thorleif (1880–1964), norwegischer Pferdesportler, Skisportler und Geschäftsmann
- Bache-Wiig, Anna (* 1975), norwegische Schauspielerin, Drehbuchautorin und Autorin
- Bache-Wiig, Julia (* 1984), norwegische Schauspielerin
- Bachelard, David (1815–1866), Schweizer Politiker
- Bachelard, Gaston (1884–1962), französischer PhilosophGaston Bachelard (1884–1962)

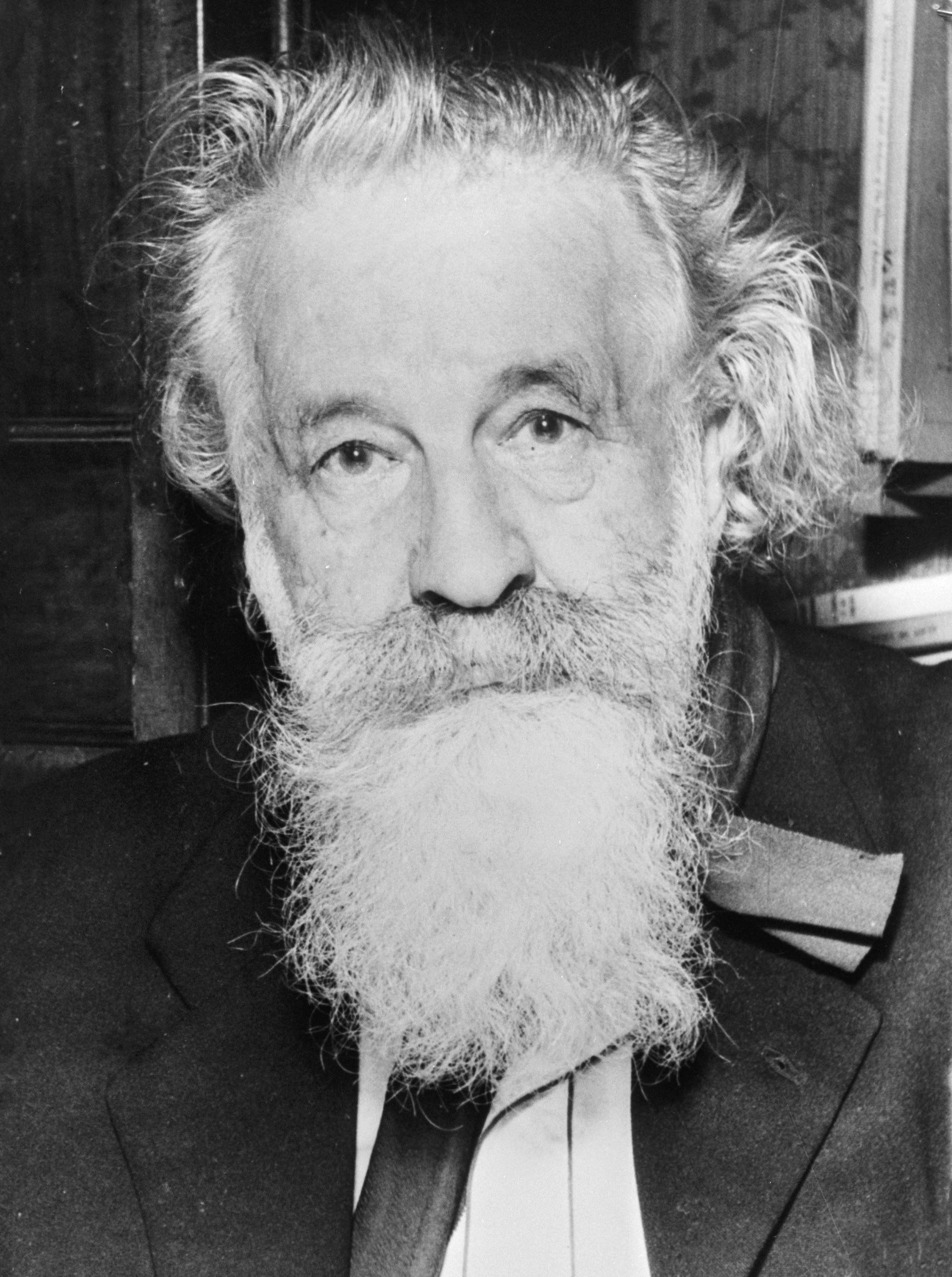
Gaston Bachelard (1884–1962)

- Bachelard, Herman S. (1929–2006), britischer Neurochemiker, Chefredakteur und Buchautor für Neurowissenschaften
- Bachelart, Éric (* 1961), belgischer Autorennfahrer und Rennstallbesitzer
- Bachelder, Myrtle (1908–1997), US-amerikanische Chemikerin
- Bachelder, Nahum J. (1854–1934), US-amerikanischer Politiker
- Bacheler, Daniel (1572–1619), englischer Barockkomponist und Lautenist
- Bachelet, Alexandre (1866–1945), französischer Politiker
- Bachelet, Alfred (1864–1944), französischer Komponist, Dirigent und Musikpädagoge
- Bachelet, Gilles (* 1952), französischer Illustrator und Autor von Kinder- und Bilderbüchern
- Bachelet, Jean (1894–1977), französischer Kameramann
- Bachelet, Michelle (* 1951), chilenische Medizinerin und Politikerin, Präsidentin von ChileMichelle Bachelet (* 1951)

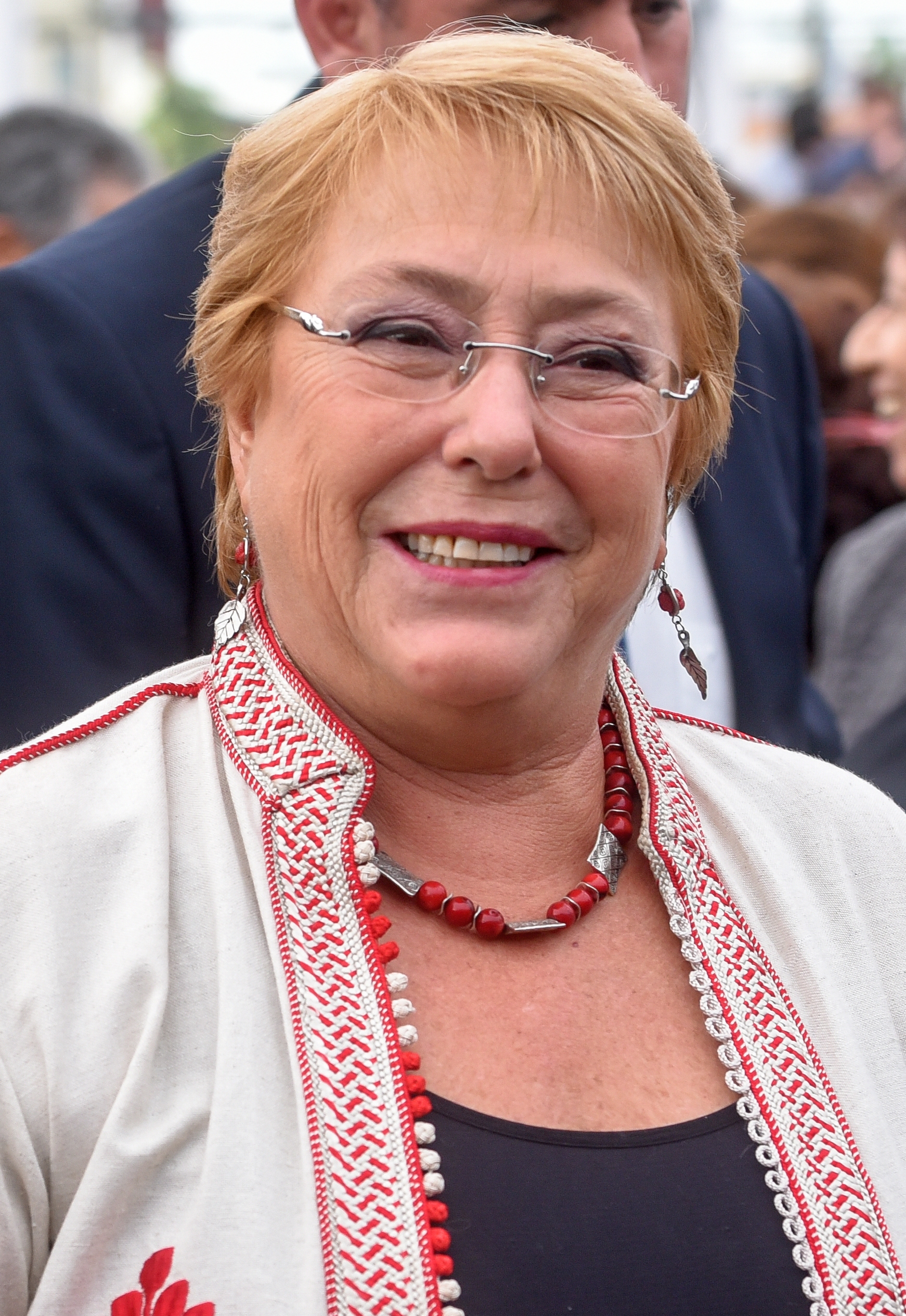
Michelle Bachelet (* 1951)

- Bachelet, Pierre (1944–2005), französischer Sänger und Komponist
- Bachelet, Théodore (1820–1879), französischer Historiker
- Bachelier, Jean-Jacques (1724–1806), französischer Maler
- Bachelier, Louis (1870–1946), Mathematiker
- Bachelier, Nicolas (1487–1556), französischer Architekt und Bildhauer
- Bachelin, Auguste (1830–1890), Schweizer Genre-, Historien- und Landschaftsmaler sowie Schriftsteller, Historiker und Kunstkritiker
- Bachelin, Franz (1895–1980), deutsch-französischer Filmarchitekt in Hollywood
- Bachelin, Heinrich (1900–1989), deutscher Jurist
- Bachelin, Helmuth (1900–1976), deutscher Generalmajor
- Bachelin, Ludwig (1852–1936), preußischer Generalleutnant
- Bacheller, Irving (1859–1950), US-amerikanischer Journalist und Schriftsteller
- Bachellerie, Marithé (* 1942), französische Modedesignerin
- Bachelot, Alexis (1796–1837), französischer römisch-katholischer Ordenspriester, Apostolischer Präfekt der Sandwichinseln
- Bachelot, Roselyne (* 1946), französische Politikerin, MdEP
- Bachelu, Gilbert (1777–1849), französischer General und Politiker
- Bachem Sayre, Liesel (1919–2014), deutschamerikanische Übersetzerin und Opernlibrettistin
- Bachem, Achim (* 1947), deutscher Mathematiker
- Bachem, Alexander (1806–1878), deutscher Jurist, Kölner Oberbürgermeister
- Bachem, Bele (1916–2005), deutsche Malerin, Grafikerin, Buchillustratorin, Bühnenbildnerin und Schriftstellerin
- Bachem, Carl Jakob (* 1938), deutscher Heimatforscher
- Bachem, Emma (1870–1929), deutsche Politikerin (Zentrum), MdL
- Bachem, Erich (1906–1960), deutscher Ingenieur und Konstrukteur
- Bachem, Ferdinand (1895–1958), deutsches NS-Opfer
- Bachem, Franz (1912–2002), deutscher Verleger
- Bachem, Franz Xaver (1857–1936), deutscher Verleger und Herausgeber der Kölnischen Volkszeitung
- Bachem, Gottfried Albert Maria (1866–1942), deutscher Maler und Illustrator
- Bachem, Hans (1897–1973), deutscher Organist und Hochschullehrer
- Bachem, Heinrich (1882–1934), deutscher Jurist und Verwaltungsbeamter
- Bachem, Hermann von, Kantor
- Bachem, Johann Peter (1785–1822), deutscher Verleger
- Bachem, John Michael (* 1953), deutscher Bildhauer und Zeichner
- Bachem, Josef (1821–1893), deutscher Verleger und Gründer der Kölnischen Volkszeitung
- Bachem, Josef (1881–1946), deutscher Architekt
- Bachem, Julius (1845–1918), deutscher Verleger, Jurist, Publizist und Politiker (Zentrum)
- Bachem, Julius (1887–1959), deutscher Beamter und Politiker (DNVP)
- Bachem, Karl (1858–1945), deutscher Rechtsanwalt und Politiker (Zentrum), MdR
- Bachem, Martha (1924–2015), deutsch-österreichische Eiskunstläuferin
- Bachem, Max (1855–1917), deutscher Konteradmiral der Kaiserlichen Marine
- Bachem, Robert (1863–1942), deutscher Verleger und Buchhändler
- Bachem, Thomas (* 1985), deutscher Unternehmer, Softwareentwickler und RisikokapitalgeberThomas Bachem (* 1985)

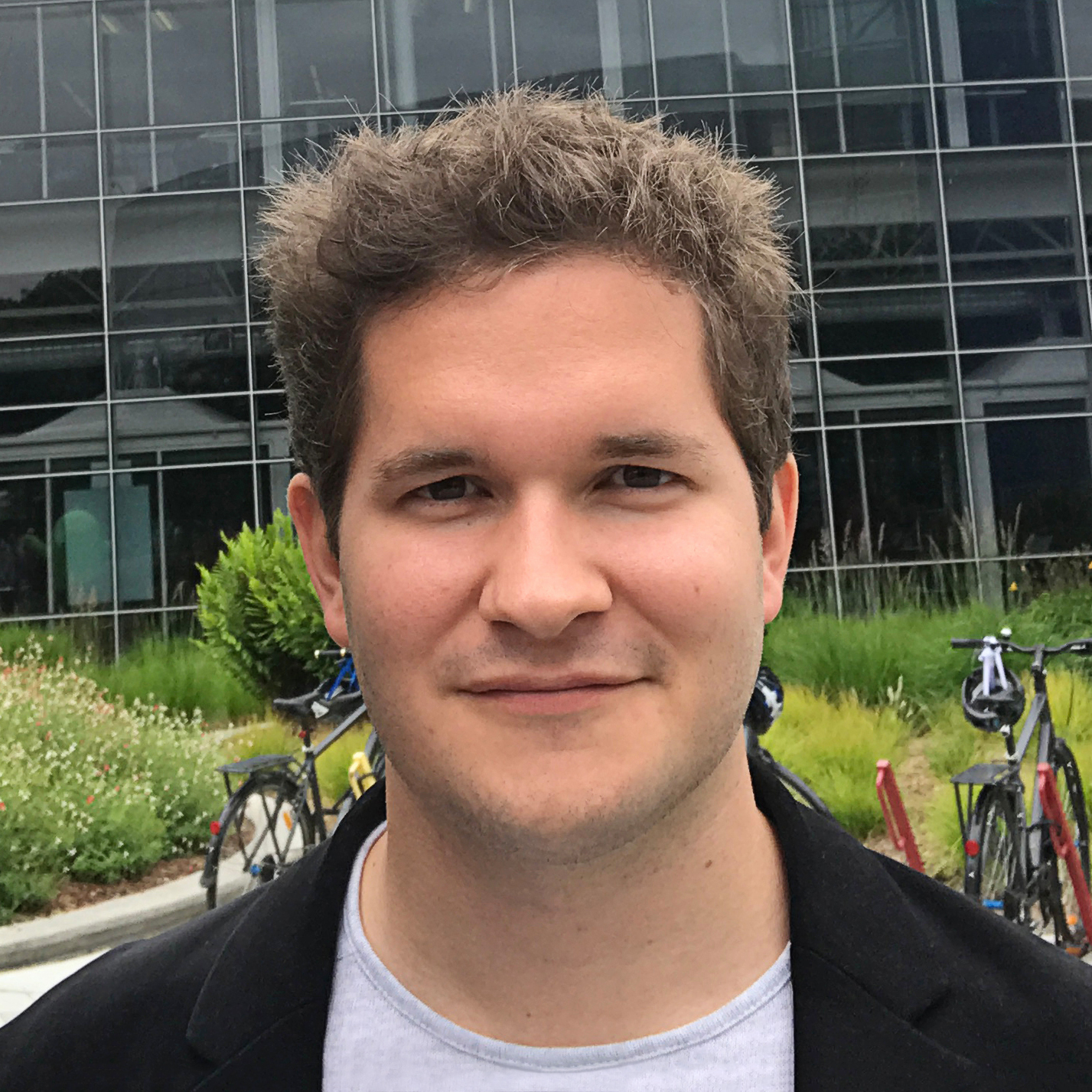
Thomas Bachem (* 1985)

- Bachem, Wilhelm (1903–1962), deutscher Politiker (CDU), Verkehrsminister Thüringen, MdV
- Bachem-Sieger, Minna (1870–1939), deutsche Frauenrechtlerin, Dichterin und Politikerin
- Bachems, Maria Rosalia, Zisterzienserin und Äbtissin
- Bacheneder, Vitus († 1666), römisch-katholischer Geistlicher
- Bachenheimer, Avi (* 1985), australischer Archäologe und Historiker des antiken Persien
- Bachenschwanz, Lebrecht (1729–1802), deutscher General, Schriftsteller und Übersetzer
- Bacher, Achille (1900–1972), italienischer Skilangläufer
- Bacher, Anna Maria (* 1947), italienische Lehrerin und Autorin (Walserdeutsch)
- Bacher, Christina (* 1973), deutsche Jugendbuchautorin und Journalistin
- Bacher, Daniel (* 2004), österreichischer Freestyle-Skisportler
- Bacher, Danny (1976–2024), US-amerikanischer Jazzmusiker und Comedian
- Bacher, Dominik (* 2002), deutscher Fußballspieler
- Bacher, Eduard (1846–1908), österreichischer Journalist
- Bacher, Enrico (1940–2021), italienischer Eishockeyspieler
- Bacher, Ernst (1935–2005), österreichischer Kunsthistoriker
- Bacher, Felix (* 2000), österreichischer Fußballspieler
- Bacher, Franz (1884–1945), tschechoslowakischer Jurist und Parlamentsabgeordneter
- Bachér, Franz (1894–1987), deutscher Chemiker und Hochschullehrer
- Bacher, Franz (* 1954), österreichischer Fußball-Nationalspieler
- Bacher, Gabriela (* 1960), österreichische Filmproduzentin
- Bacher, Gerd (1925–2015), österreichischer Journalist, ORF-GeneralintendantGerd Bacher (1925–2015)

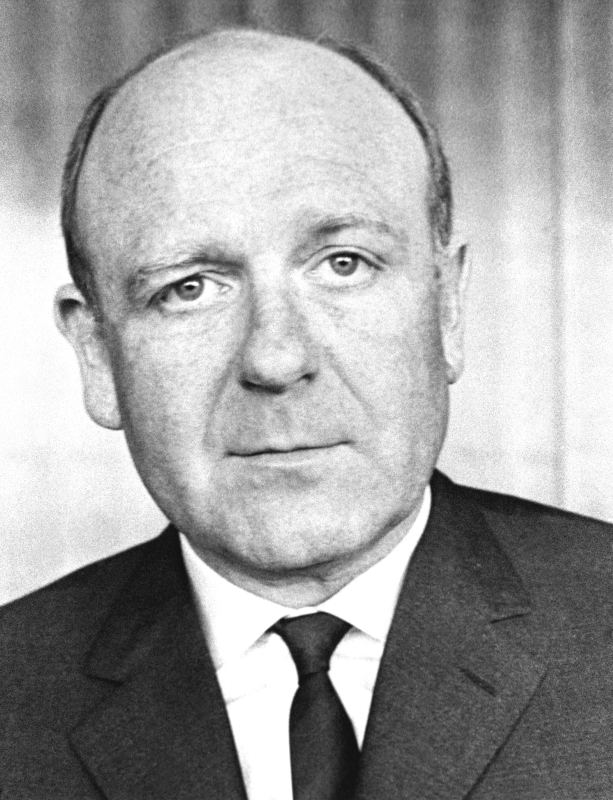
Gerd Bacher (1925–2015)

- Bacher, Gideon (1565–1619), deutscher Architekt und Festungsbaumeister
- Bacher, Heinrich (1897–1972), italienischer Bildhauer
- Bacher, Henri (1890–1934), deutsch-lothringischer Maler und Grafiker
- Bacher, Herbert (1930–2012), österreichischer Politiker (ÖVP)
- Bacher, Ingeborg (* 1937), österreichische Politikerin (SPÖ), Landtagsabgeordnete, Mitglied des Bundesrates
- Bachér, Ingrid (* 1930), deutsche Schriftstellerin
- Bächer, Iván (1957–2013), ungarischer Schriftsteller und Journalist
- Bacher, Johann (* 1950), österreichischer Politiker (ÖVP), Abgeordneter zum Landtag Steiermark
- Bacher, Johann (* 1959), österreichischer Soziologe und Hochschullehrer
- Bacher, Josef (1864–1935), österreichischer Sprachwissenschaftler, Volkskundler und Priester
- Bacher, Julius (1810–1890), deutscher Schriftsteller
- Bacher, Karl (1884–1954), südmährischer Heimatdichter
- Bacher, Klaus, österreichischer Tischtennisspieler
- Bacher, Klaus (* 1964), deutscher Jurist und Richter am Bundesgerichtshof
- Bacher, Lutz (1943–2019), US-amerikanische Künstlerin
- Bacher, Manfred (1923–1994), deutscher Autor, Spieleerfinder und Segelflieger
- Bacher, Margarethe (1934–2005), deutsche Köchin
- Bacher, Mario (1941–2014), italienischer Skisportler
- Bacher, Martin (* 1974), Schweizer Schauspieler, Sänger und Musicaldarsteller
- Bächer, Max (1925–2011), deutscher Architekt und Hochschullehrer
- Bacher, Michael (* 1991), deutscher Fußballschiedsrichter
- Bacher, Oliver (* 2000), österreichischer Fußballspieler
- Bacher, Paul (* 1937), italienischer Schützenfunktionär (Südtirol)
- Bacher, Paula (* 1954), italienische Politikerin (Südtirol)
- Bachér, Peter (1927–2020), deutscher Journalist und Buchautor
- Bacher, Robert (1905–2004), US-amerikanischer Kernphysiker, beteiligt am Manhattan-Projekt
- Bacher, Rudolf (1862–1945), österreichischer Maler und Bildhauer
- Bächer, Rudolf (1880–1947), deutscher Generalmajor
- Bacher, Stefan (* 1989), österreichischer Eishockeyspieler
- Bacher, Théobald (1748–1813), französischer Diplomat
- Bacher, Thomas (1863–1945), bayerischer Haberfeldmeister und Trachtenpfleger
- Bacher, Tom (1941–2017), dänischer Badmintonspieler
- Bacher, Urban (* 1963), deutscher Kaufmann und Jurist
- Bacher, Valentine (* 1999), französische Tennisspielerin
- Bacher, Walter (* 1893), deutscher Sozialdemokrat und Widerstandskämpfer gegen den Nationalsozialismus
- Bacher, Walter (* 1962), österreichischer Politiker (SPÖ), Abgeordneter zum Nationalrat
- Bacher, Wilhelm (1850–1913), ungarischer jüdischer Gelehrter
- Bacher-Lagler, Norbert (* 1965), österreichischer Politiker (SPÖ), Landtagsabgeordneter
- Bacher-Paulick, Emma (1868–1953), österreichische Galeriebesitzerin
- Bacheracht, Heinrich (1725–1806), deutsch-russischer Schiffsarzt
- Bacheracht, Therese von (1804–1852), deutsche Schriftstellerin
- Bacherer, Gustav (1813–1850), deutscher Schriftsteller und Publizist
- Bacherle, Tobias B. (* 1994), deutscher Politiker (Bündnis 90/Die Grünen), MdBTobias B. Bacherle (* 1994)

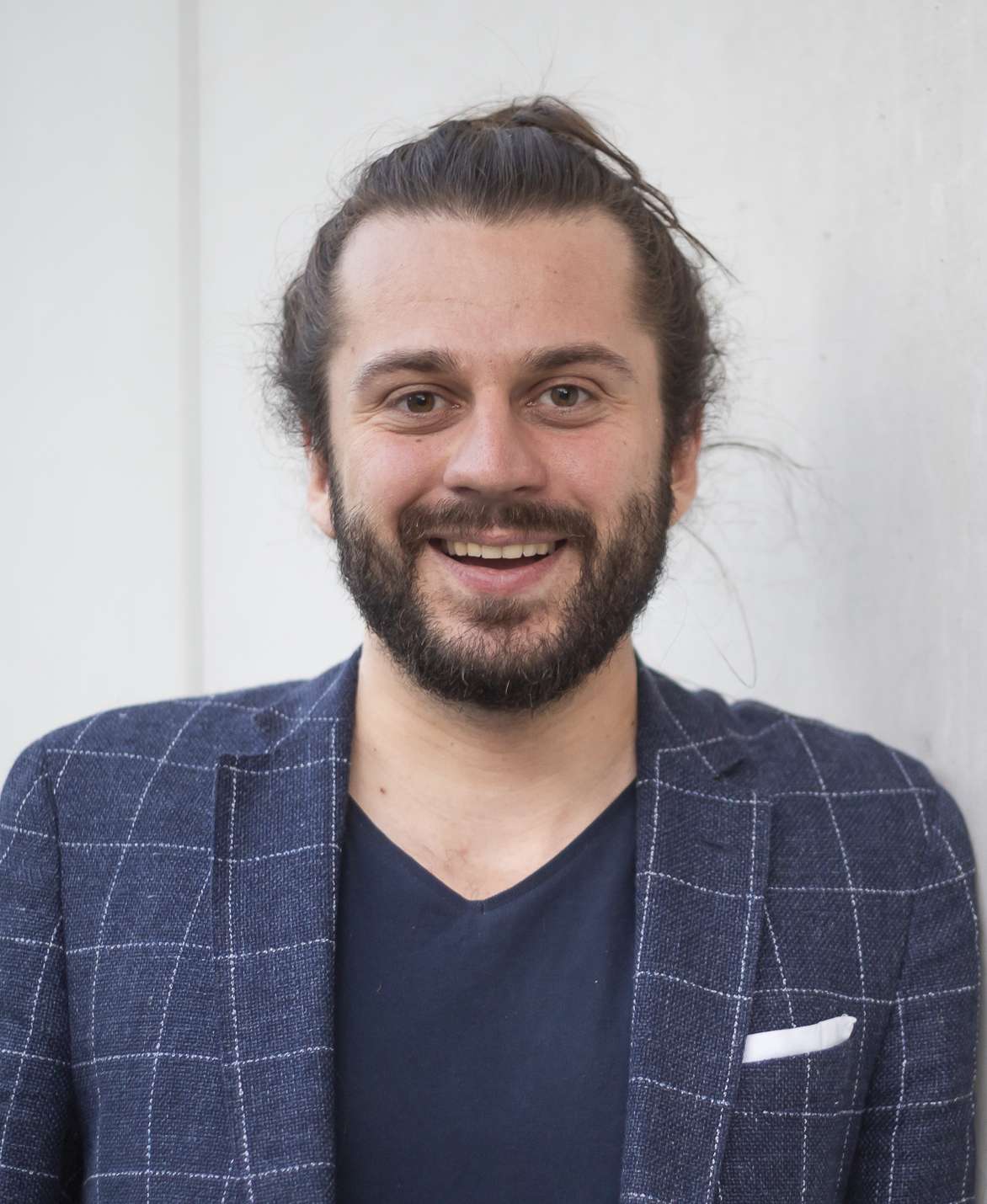
Tobias B. Bacherle (* 1994)

- Bachert, Boris (* 1981), deutscher Tennisspieler
- Bachert, Heidi (1944–2019), deutsche Schlagersängerin
- Bachert, Heinrich (1909–1945), deutscher kommunistischer Widerstandskämpfer gegen den Nationalsozialismus
- Bachert, Hildegard (1921–2019), US-amerikanische Kunsthändlerin
- Bachet de Méziriac, Claude Gaspard (1581–1638), französischer Mathematiker
- Bachet, Vincent (* 1978), französischer Eishockeyspieler
- Bacheta, Luciano (* 1990), britischer Automobilrennfahrer

### Bachf
- Bachfeld, Jochen (* 1952), deutscher Boxer
- Bachfischer, Veronika (* 1985), deutsche Schauspielerin

### Bachh
- Bachheimer, Heinz (1939–2015), österreichischer Bordellbetreiber in Wien
- Bachhiesl, Christian (* 1971), österreichischer Wissenschaftshistoriker
- Bachhofer, Ludwig (1894–1976), deutscher Kunsthistoriker
- Bachhuber, Jürgen (1938–2013), deutscher Fleischermeister
- Bachhuber, Martin (* 1955), deutscher Kommunal- und Landespolitiker (CSU), MdL
- Bachhuber, Nina Lola (* 1971), deutsche Künstlerin im Bereich Skulptur, Installation und Zeichnung

### Bachi
- Bachi, Raphael (1717–1767), Pariser Miniaturmaler
- Bachi, Salim (* 1971), algerisch-französischer Schriftsteller
- Bachimont, Marie de (* 1621), französische Alchemistin
- Bachin, Arkadi Wiktorowitsch (* 1956), russischer Armeegeneral und stellvertretender Verteidigungsminister
- Bachinger, Alois (1914–1988), österreichischer Politiker (VdU, FPÖ), Landtagsabgeordneter
- Bachinger, Eduard (1911–1993), deutscher Landwirtschaftsfunktionär und Politiker (CSU), Mitglied des Bayerischen Senats
- Bachinger, Franz (1892–1938), österreichischer Landwirt und Politiker (Landbund)
- Bachinger, Matthias (* 1987), deutscher TennisspielerMatthias Bachinger (* 1987)

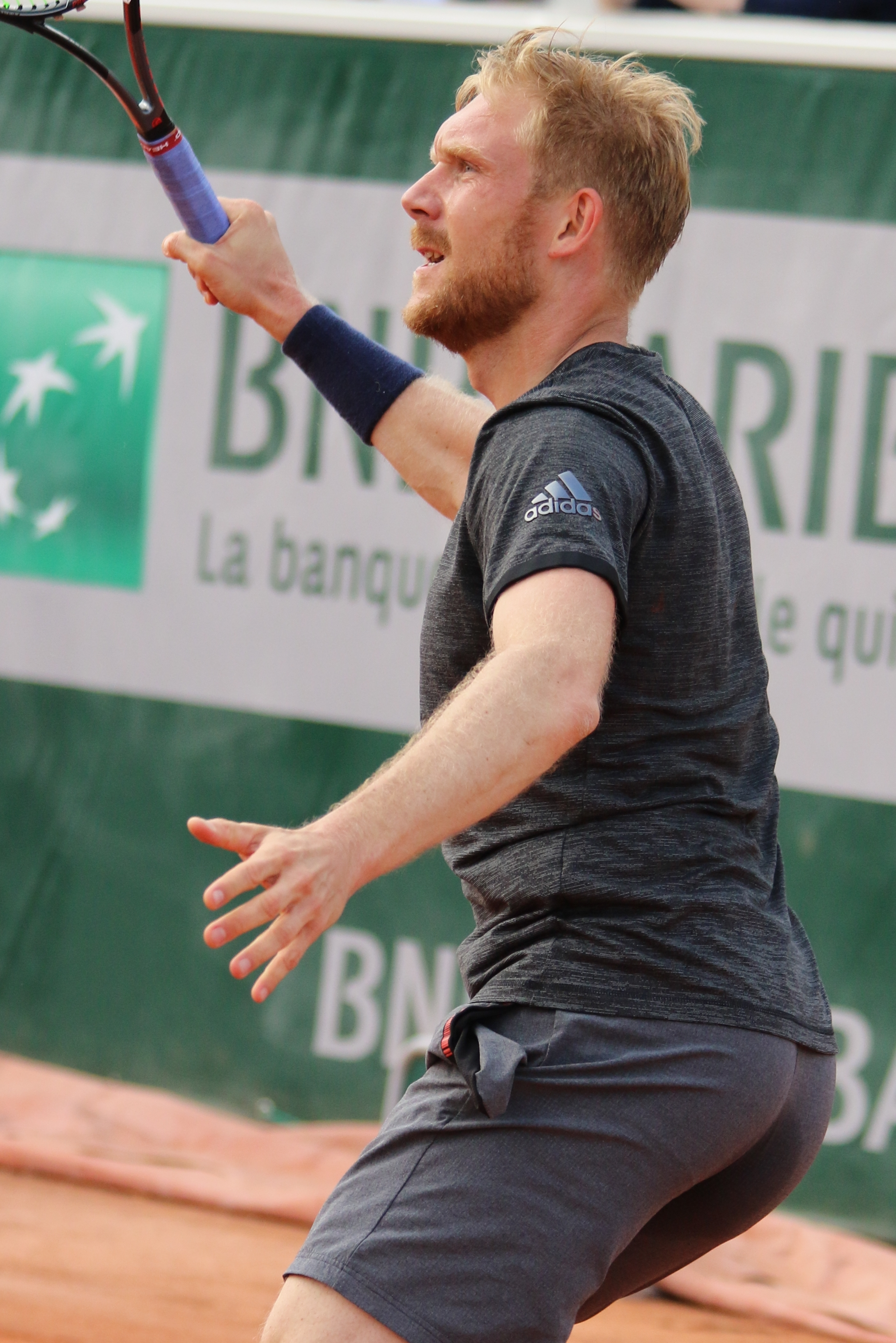
Matthias Bachinger (* 1987)

- Bachinger, Michael (1898–1985), österreichischer Politiker (ÖVP), Niederösterreichischer Landtagsabgeordneter
- Bachini, Jonathan (* 1975), italienischer Fußballspieler
- Bachir, Youssouf Hiss (* 1987), dschibutischer Leichtathlet
- Bachirew, Michail Koronatowitsch (1868–1920), russischer Seeoffizier und Admiral
- Bachirou, Fouad (* 1990), komorischer Fußballspieler
- Bachit, Maruf al- (1947–2023), jordanischer Politiker und Diplomat

### Bachj
- Bachja ben Ascher († 1340), jüdischer Moralphilosoph
- Bachja ibn Pakuda, jüdischer Moralphilosoph

### Bachk
- Bachke, Ole Andreas (1830–1890), norwegischer Jurist und Politiker

### Bachl
- Bachl, Eduard (1899–1968), deutscher SS-Oberführer
- Bachl, Franz (* 1922), deutscher Fußballspieler
- Bachl, Gottfried (1932–2020), österreichischer katholischer Theologe, Hochschullehrer und Autor
- Bachl, Hans (1917–1985), österreichischer Chorleiter und Musikpädagoge
- Bachl, Kunigunde (1919–1994), deutsche Politikerin (CDU), MdL
- Bächl, Maurus (1668–1749), deutscher Benediktiner und Abt des Benediktinerklosters Weltenburg in Niederbayern
- Bachl, Norbert (* 1947), österreichischer Sportmediziner und Hochschullehrer
- Bächle, Hans-Wolfgang (1932–2011), deutscher Lehrer und Heimatforscher in Schwäbisch Gmünd
- Bächle, Michael (* 1964), deutscher Wirtschaftsinformatiker
- Bächle-Scholz, Sabine (* 1965), deutsche Politikerin (CDU), MdL
- Bachlechner, Josef der Ältere (1871–1923), österreichischer Bildhauer
- Bachlechner, Josef der Jüngere (1921–1979), österreichischer Bildhauer
- Bachlechner, Klaus (* 1952), italienischer Fußballspieler
- Bachleda, Daniel (* 1981), polnischer Nordischer Kombinierer
- Bachleda, Klemens († 1910), polnischer Bergsteiger und Bergführer in der Tatra
- Bachleda, Marcin (* 1982), polnischer Skispringer
- Bachleda-Curuś, Alicja (* 1983), polnische Schauspielerin und SängerinAlicja Bachleda-Curuś (* 1983)

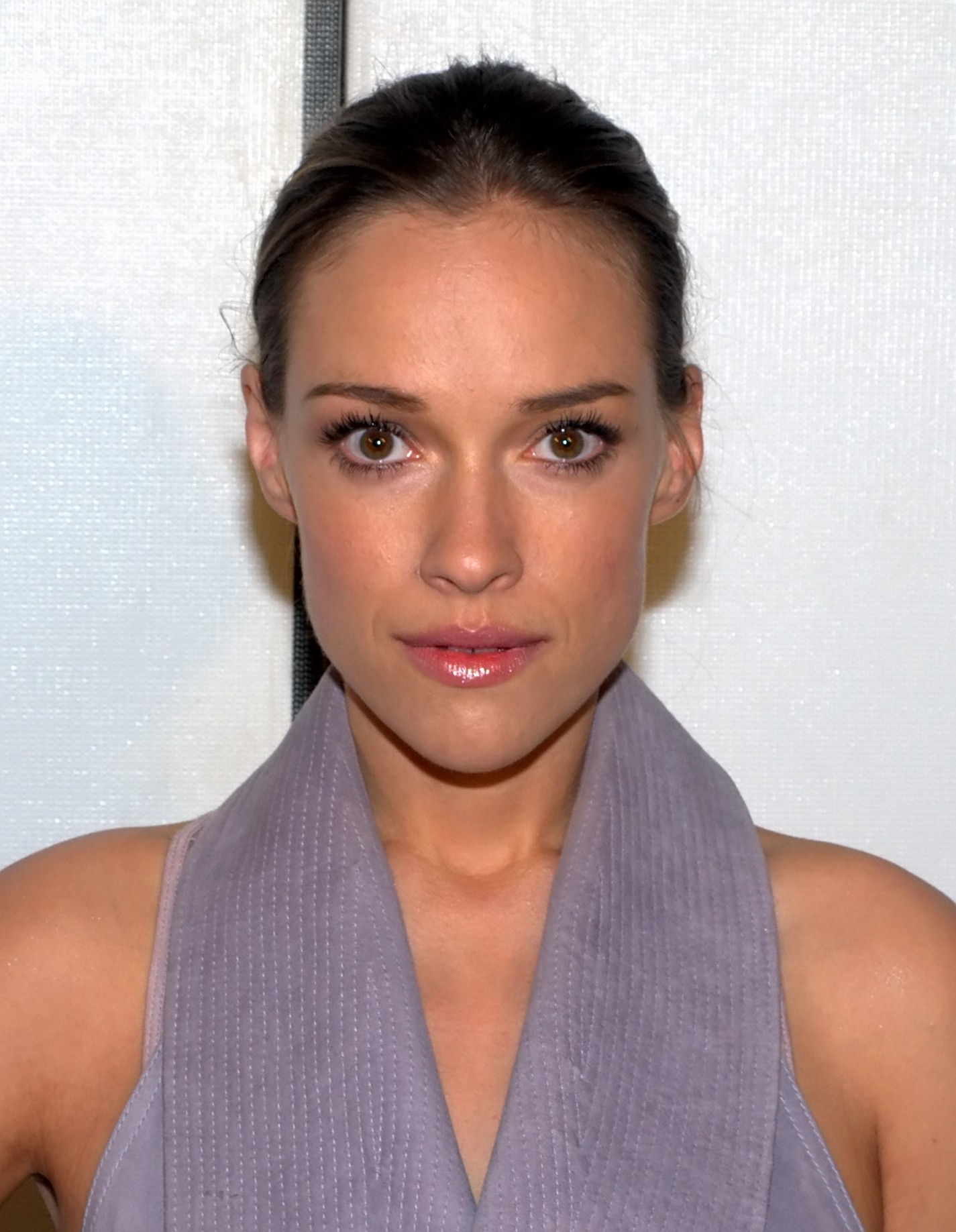
Alicja Bachleda-Curuś (* 1983)

- Bachleda-Curuś, Andrzej (* 1947), polnischer Skirennläufer
- Bachleda-Curuś, Andrzej junior (* 1975), polnischer Skirennläufer
- Bachleda-Curuś, Jan (1951–2009), polnischer Skirennläufer
- Bachleda-Curuś, Katarzyna (* 1980), polnische Eisschnellläuferin
- Bachleitner, Mildgitha (1895–1985), deutsche Ordensfrau
- Bachler, Adolf (1938–2017), österreichischer Eishockeyspieler
- Bachler, Adolf (1942–2022), österreichischer Bauingenieur und Künstler
- Bachler, Benjamin (* 1994), österreichischer Fußballspieler
- Bachler, Bruno (1924–2011), deutscher kommunistischer Widerstandskämpfer
- Bächler, Emil (1868–1950), Schweizer Naturwissenschaftler und Konservator
- Bachler, Franz (1915–2003), österreichischer Ordensgeistlicher, Benediktiner und Erzabt
- Bächler, Hagen (* 1931), deutscher Kunsthistoriker
- Bachler, Karl (1886–1976), Wandervater
- Bachler, Karl (1905–1997), deutscher Schriftsteller, Journalist und Chefredakteur
- Bachler, Käthe (1923–2019), österreichische Lehrerin und Rutengängerin
- Bachler, Klaus (* 1991), österreichischer Rennfahrer
- Bachler, Nikolaus (* 1951), österreichischer Theater- und Opernintendant und SchauspielerNikolaus Bachler (* 1951)

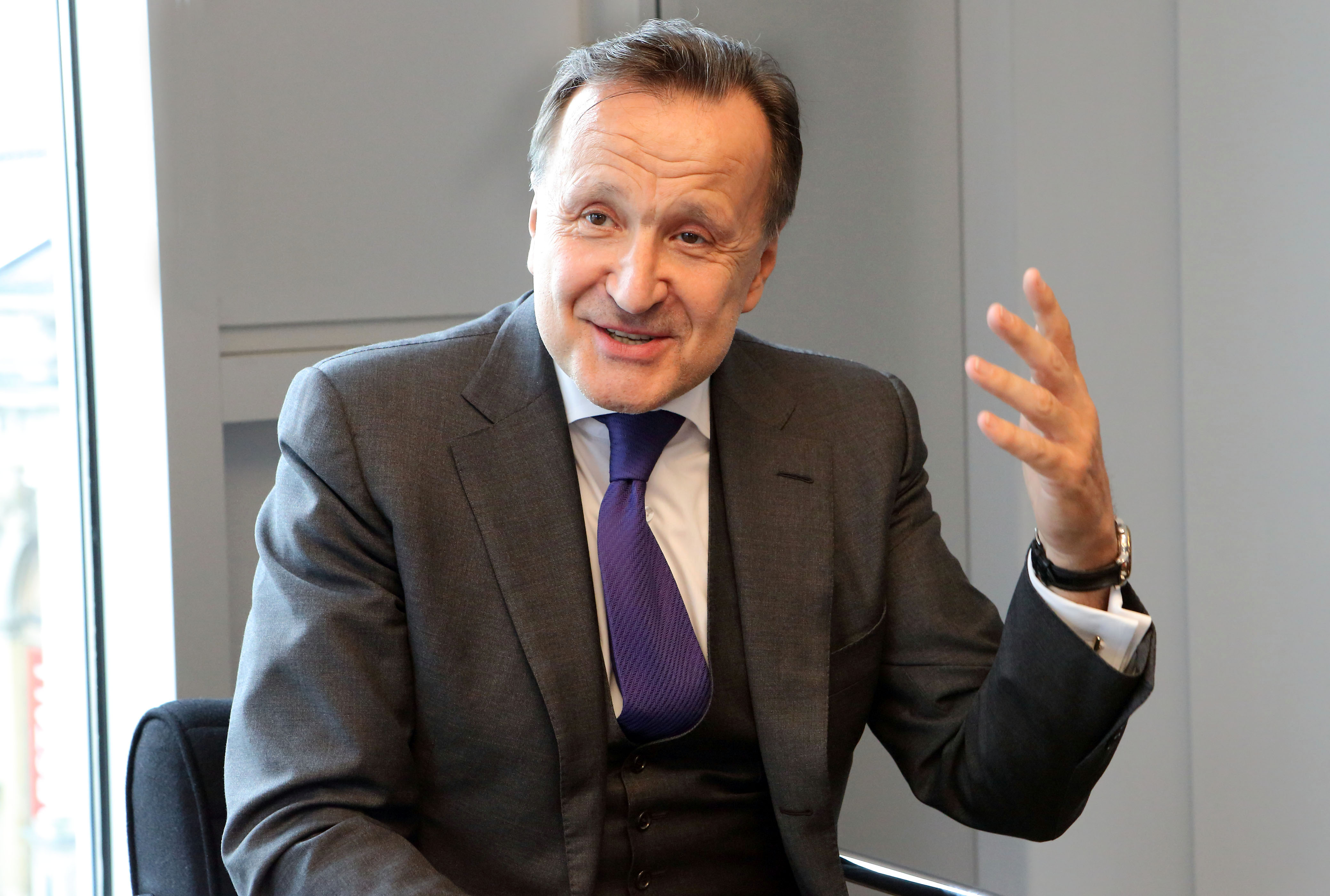
Nikolaus Bachler (* 1951)

- Bachler, Nikolaus (* 1967), österreichischer Jurist
- Bachler, Reinhold (* 1944), österreichischer Bergmann, Skispringer und Skisprungtrainer
- Bächler, Stefan (* 1967), Schweizer Künstler
- Bachler, Thomas (* 1965), österreichischer Bobfahrer
- Bächler, Wolfgang (1925–2007), deutscher Lyriker und Prosaschriftsteller
- Bächli, Gerda (1921–2013), Schweizer Komponistin, Musikpädagogin und Musiktherapeutin
- Bächli, Hubert (* 1938), Schweizer Radrennfahrer
- Bächli, Samuel (* 1954), Schweizer Dirigent und Theaterregisseur
- Bächli, Silvia (* 1956), Schweizer bildende Künstlerin und Zeichnerin
- Bächli, Ulrich (* 1950), Schweizer Bobsportler
- Bächlin, Esther (* 1965), Schweizer Jazzmusikerin (Piano, Gesang, Komposition)
- Bachlinger, Niklas (* 2001), österreichischer Skispringer

### Bachm

#### Bachma

##### Bachmai
- Bachmaier, Helmut (* 1946), deutscher Literaturwissenschaftler
- Bachmaier, Hermann (1939–2023), deutscher Politiker (SPD), MdB
- Bachmaier, Susanne (* 1968), deutsche Politikerin (ÖDP)
- Bachmaier, Wilhelm (1801–1864), deutscher Kaufmann und Politiker
- Bachmaier-Geltewa, Waltraud (* 1953), österreichische Politikerin (SPÖ)
- Bachmair, Ben (* 1943), deutscher Pädagoge
- Bachmair, Dominik (* 1972), deutscher Fernsehmoderator
- Bachmair, Heinrich F. S. (1889–1960), deutscher Verleger, Dichter und Erzähler

##### Bachman
- Bachman, Brett W., US-amerikanischer Filmeditor
- Bachman, Charles (1924–2017), amerikanischer Informatiker
- Bachman, James (* 1972), englischer Schauspieler, Drehbuchautor und Comedian
- Bachman, John (1790–1874), US-amerikanischer Naturgelehrter und Priester
- Bachman, Nathan L. (1878–1937), US-amerikanischer Politiker der Demokratischen Partei
- Bachman, Randy (* 1943), kanadischer RockmusikerRandy Bachman (* 1943)

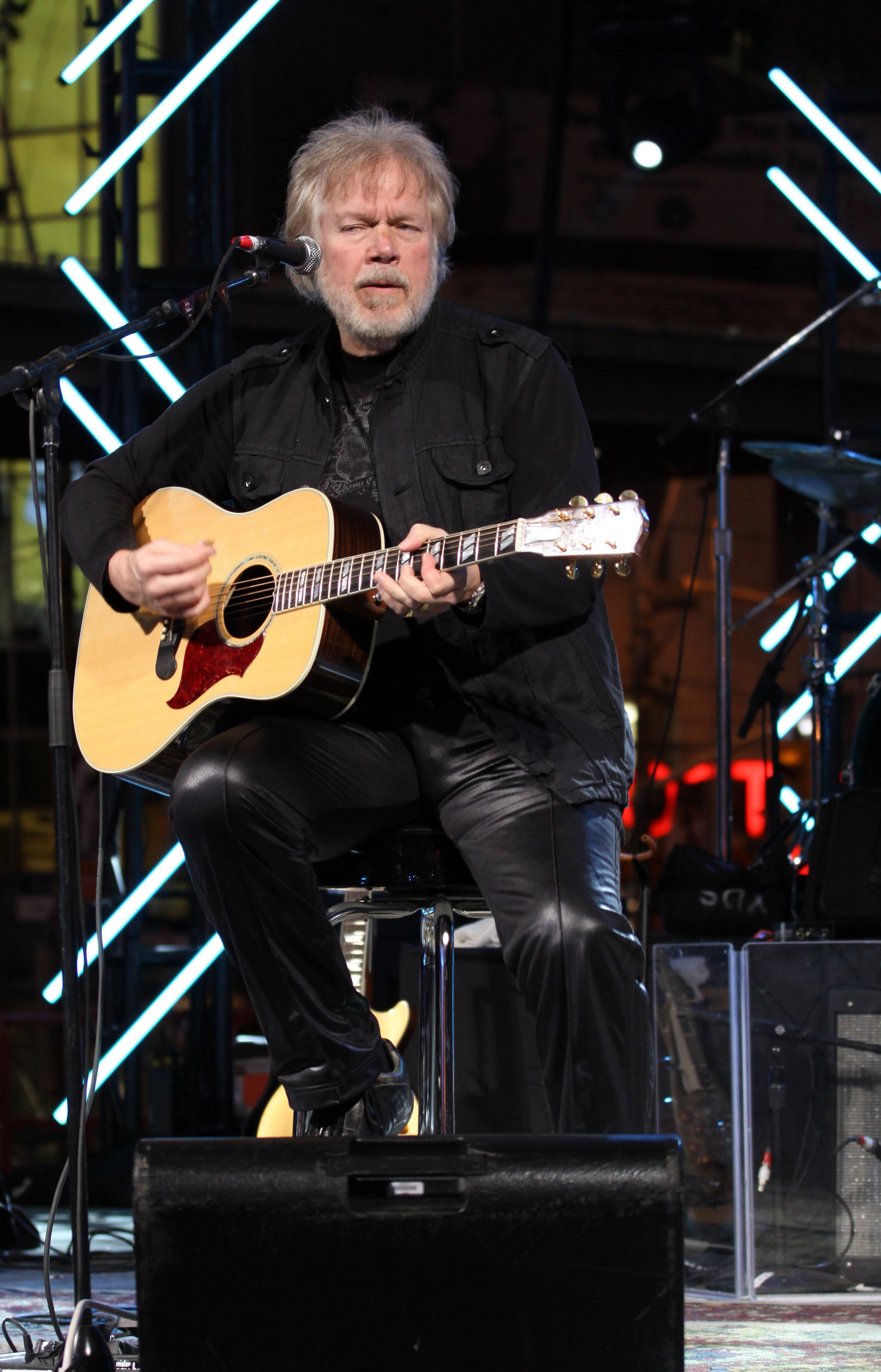
Randy Bachman (* 1943)

- Bachman, Reuben Knecht (1834–1911), US-amerikanischer Politiker
- Bachman, Richard (* 1987), US-amerikanischer Eishockeytorwart
- Bachman, Tal (* 1968), kanadischer Musiker
- Bachmann, Adam (1890–1966), estnischer Journalist und Politiker
- Bachmann, Adolf (1849–1914), böhmischer Historiker, Hochschullehrer und Politiker
- Bachmann, Adolf (1884–1947), deutscher Landrat
- Bachmann, Adrian (* 1999), Schweizer Unihockeyspieler
- Bachmann, Albert (1863–1934), Schweizer Sprachwissenschafter
- Bachmann, Albert (1906–1990), Schweizer Turner
- Bachmann, Albert (1929–2011), Schweizer Geheimdienstler
- Bachmann, Alexander (* 1994), deutscher Taekwondoin
- Bachmann, Alf (1863–1956), deutscher Maler
- Bachmann, Alfred (1867–1905), Theaterschauspieler
- Bachmann, Alfred (1926–2003), österreichischer Polizeibeamter und Paläontologe
- Bachmann, Alfred (* 1945), Schweizer Ruderer
- Bachmann, Andreas (* 1955), deutscher Fernschachgroßmeister
- Bachmann, Andreas (* 1962), deutscher Politiker (Bündnis 90/Die Grünen, SPD), MdHB
- Bachmann, Andreas (* 1974), deutscher Journalist
- Bachmann, Angelika (* 1972), deutsche Violinistin und Komponistin
- Bachmann, Angelika (* 1979), deutsche Tennisspielerin
- Bachmann, Anna (* 1998), deutsche Schauspielerin
- Bachmann, Anton (* 1922), deutscher Politiker (CDU), MdBB
- Bachmann, Armin (* 1960), Schweizer Posaunist
- Bachmann, Arthur (1922–1983), Schweizer Politiker
- Bachmann, Axel (* 1989), paraguayischer Schachgroßmeister
- Bachmann, Balz (* 1971), Schweizer Filmmusikkomponist, Musiker, Bassist und Gitarrist
- Bachmann, Bernhard (1939–2018), deutscher Historiker und Redakteur
- Bachmann, Bianca (* 1972), deutsche Kabarettistin, Musikerin und Schauspielerin
- Bachmann, Biggi (* 1959), liechtensteinische Pop- und Schlagersängerin
- Bachmann, Boyd (1908–1981), dänisch-niederländischer Entertainer und Komiker
- Bachmann, Carine (* 1967), Schweizer Sozialpsychologin und Filmwissenschaftlerin
- Bachmann, Carl August Theodor (* 1817), deutscher Zollbeamter und Autor
- Bachmann, Carl G. (1890–1980), US-amerikanischer Politiker
- Bachmann, Carolin (* 1988), deutsche Politikerin (AfD)
- Bachmann, Caroline (* 1963), Schweizer Malerin und Hochschullehrerin
- Bachmann, Cäsar (1892–1956), Schweizer Politiker (LPS)
- Bachmann, Charlotte (1757–1817), deutsche Sängerin, Pianistin und Komponistin
- Bachmann, Charlotte (* 1946), Schweizer Malerin (Naive Kunst)
- Bachmann, Christel (* 1946), deutsche Malerin, Keramikerin und Graphikerin
- Bachmann, Christian (1787–1860), deutscher Tubist, Hof- und Kammermusiker, Verleger und Hof-Musikalienhändler
- Bachmann, Christian (* 1953), Schweizer Politiker (SP)
- Bachmann, Christian Ludwig (1763–1813), deutscher Mediziner und Musikschriftsteller
- Bachmann, Christoph (* 1963), deutscher Historiker, Archivar und Autor
- Bachmann, Daniel (* 1994), österreichischer FußballtorhüterDaniel Bachmann (* 1994)

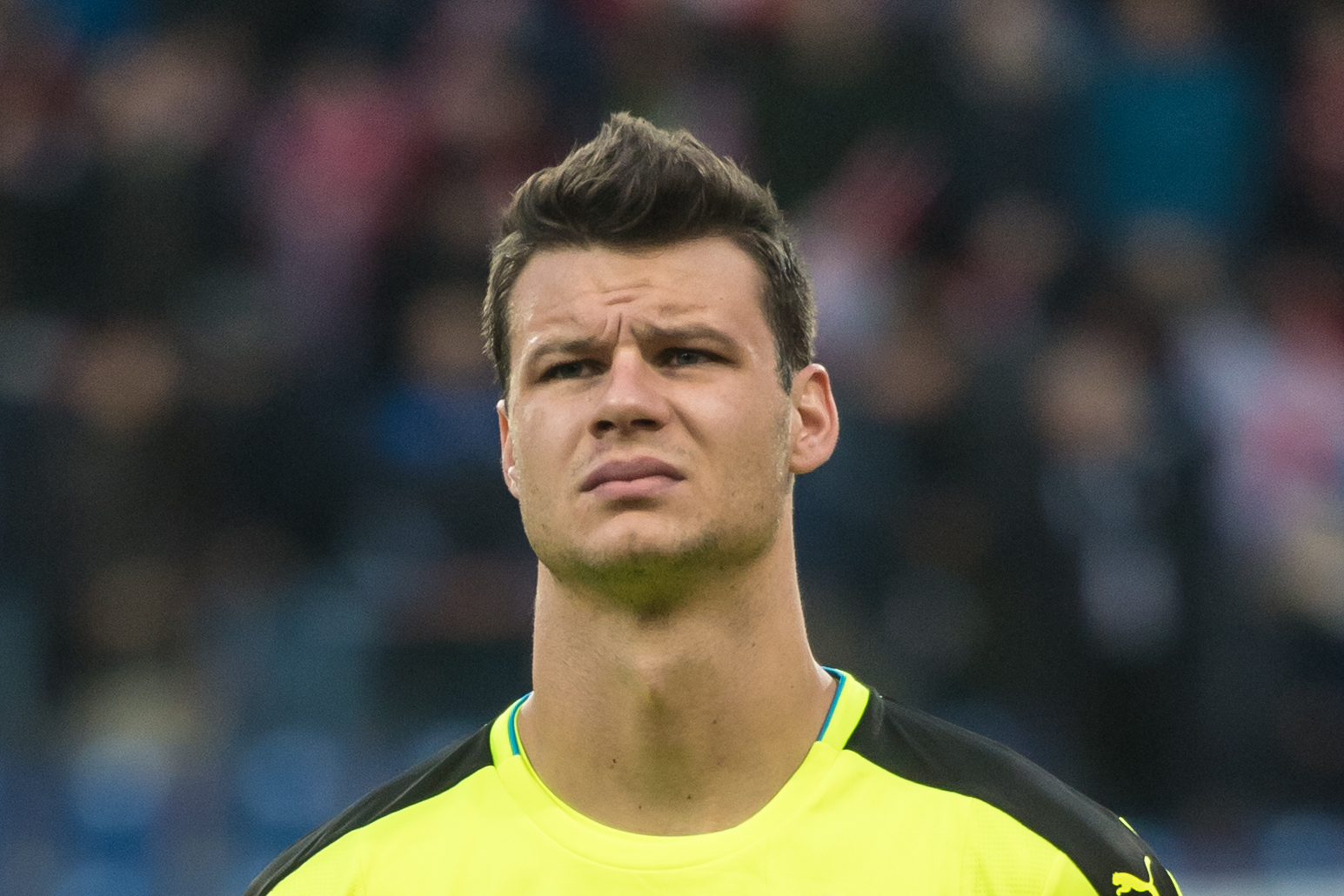
Daniel Bachmann (* 1994)

- Bachmann, Daniel Oliver (* 1965), deutscher Schriftsteller, Drehbuchautor und Regisseur
- Bachmann, Delphine (* 1988), Schweizer Politikerin (Die Mitte)
- Bachmann, Dieter (* 1940), Schweizer Publizist und Schriftsteller
- Bachmann, Dieter (* 1952), Lehrer, Filmdarsteller, Steinbildhauer und Liedermacher
- Bachmann, Dietmar (* 1962), deutscher Politiker (FDP), MdL
- Bachmann, Dirk (* 1948), letzter Präsident der Volkspolizei Ost-Berlin
- Bachmann, Dittmar (* 1967), deutscher Comedian, Sänger, Songwriter, Schauspieler und Synchronsprecher
- Bachmann, Eberhard (1924–2008), deutscher Bildhauer und Maler
- Bachmann, Eduard (1831–1880), deutscher Oboist, Opernsänger (Tenor) und Intendant
- Bachmann, Elfriede (* 1936), deutsche Historikerin
- Bachmann, Eric (1940–2019), Schweizer FotografEric Bachmann (1940–2019)

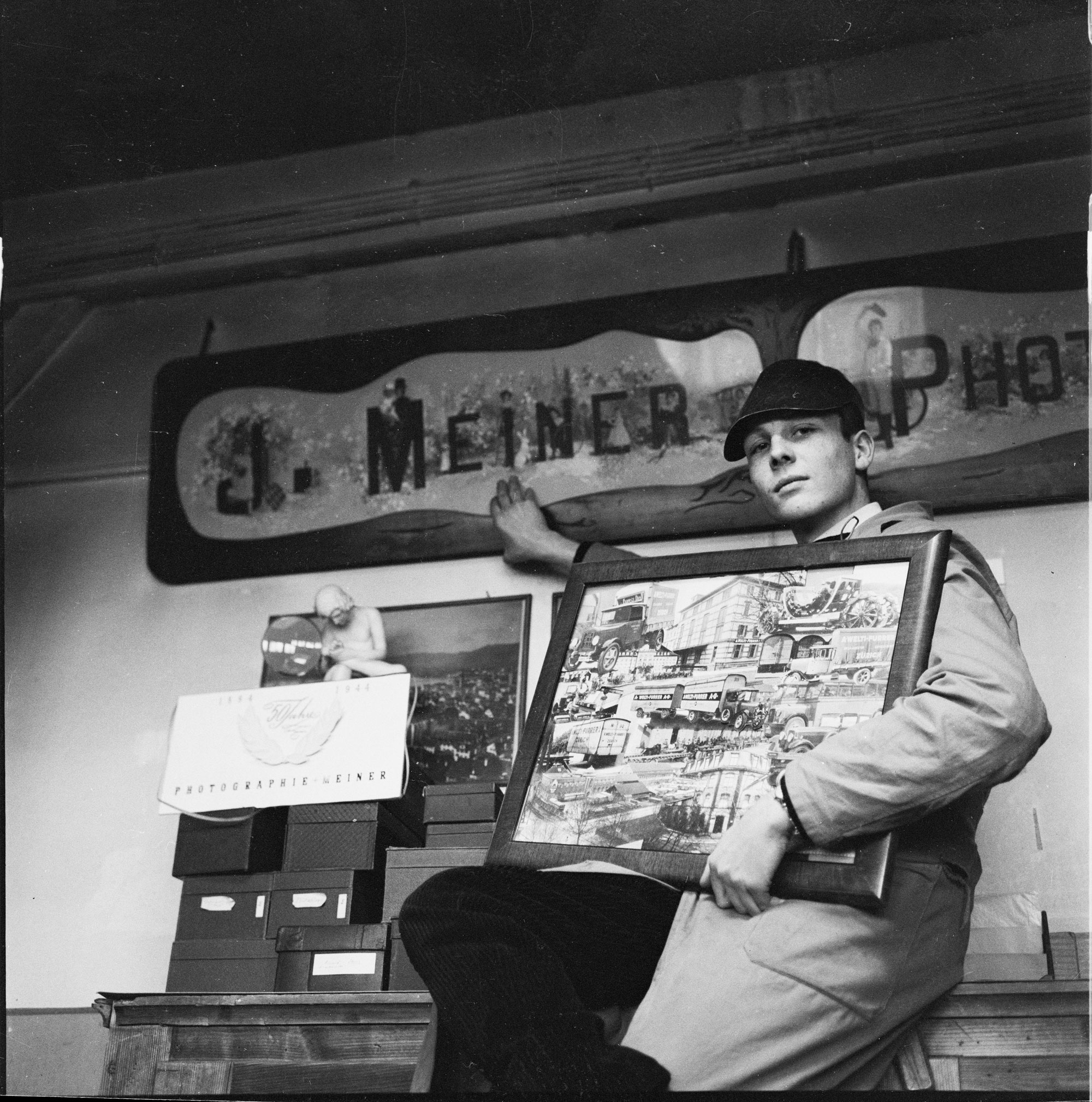
Eric Bachmann (1940–2019)

- Bachmann, Erich (* 1875), Verwaltungsbeamter, Landrat, Regierungsvizepräsident
- Bachmann, Erich (1910–1991), deutscher Kunsthistoriker
- Bachmann, Ernst (1846–1892), deutscher Offizier und Redakteur
- Bachmann, Ernst (1879–1955), Schweizer Arzt
- Bachmann, Ernst (1901–1978), deutscher Politiker (SPD), MdL
- Bachmann, Ernst (1912–1995), Schweizer Politiker (FDP)
- Bachmann, Eugen (1913–1975), deutscher Politiker (CDU), MdL
- Bachmann, Eugen (* 1942), Schweizer Maler, Zeichner, Grafiker und Plakatkünstler
- Bachmann, Eva (* 1995), Schweizer Fussballspielerin
- Bachmann, Fernand (1886–1965), französischer Autorennfahrer
- Bachmann, Frank (* 1977), deutscher Volleyballspieler
- Bachmann, Franz (1930–2019), österreichischer Bergsteiger und Entwickler von Klemmknoten
- Bachmann, Franz Ewald (1856–1931), deutscher Mediziner und Naturforscher
- Bachmann, Franz Moritz (1748–1809), deutscher Jurist und Rektor der alten Universität Erfurt
- Bachmann, Friedrich (1860–1947), deutscher Theologe, Pädagoge und Historiker
- Bachmann, Friedrich (1884–1961), deutscher Verwaltungsjurist
- Bachmann, Friedrich (1909–1982), deutscher Mathematiker
- Bachmann, Friedrich Christian von (* 1769), preußischer Beamter
- Bachmann, Fritz (1887–1947), deutscher Botaniker
- Bachmann, Fritz (* 1921), deutscher Fußballspieler und -trainer
- Bachmann, Fritz (1924–2009), Schweizer Entomologe
- Bachmann, Georg (1885–1971), deutscher Landwirt und Politiker (DNVP, CNBL, CSU), MdR, MdL
- Bachmann, Georg August (1760–1818), deutscher Richter und Politiker in Frankfurt
- Bachmann, Gerhard (* 1973), österreichischer Politiker (SPÖ), Landtagsabgeordneter
- Bachmann, Gerhard H. (* 1943), deutscher Geologe
- Bachmann, Gideon (1927–2016), deutscher Filmkritiker, Fotograf, Filmemacher und Rundfunkkommentator
- Bachmann, Gottlieb (1874–1947), Schweizer Wirtschaftswissenschaftler und Politiker
- Bachmann, Gottlob (1763–1840), deutscher Komponist und Organist
- Bachmann, Gregor (* 1966), deutscher Jurist und Hochschullehrer
- Bachmann, Guido (1940–2003), Schweizer Schriftsteller und Schauspieler
- Bachmann, Günter (1915–2011), deutscher Verwaltungsbeamter
- Bachmann, Günther (* 1955), deutscher Nachhaltigkeitsforscher
- Bachmann, Gustav (1860–1943), deutscher Admiral im Ersten Weltkrieg
- Bachmann, Hanno (* 1967), deutscher Politiker (AfD), MdA
- Bachmann, Hans (1852–1917), Schweizer Maler
- Bachmann, Hans (1866–1940), Schweizer Hydrobiologe
- Bachmann, Hans (1898–1989), Schweizer Wirtschaftswissenschaftler
- Bachmann, Hans (1902–1982), Schweizer Journalist und Politiker
- Bachmann, Hans Jacob († 1651), schwäbischer Goldschmied
- Bachmann, Hans Rudolf (1930–1989), Dozent für Marketing und Kommunikation
- Bachmann, Hans-Rudolf (* 1950), evangelisch-reformierter Pfarrer, Autor, Referent und Exerzitienleiter
- Bachmann, Hartmut (* 1924), deutscher Manager, Wirtschaftspublizist und Klimaskeptiker
- Bachmann, Heinrich (1888–1980), Schweizer Fussballspieler
- Bachmann, Heinrich (1900–1946), deutscher katholischer Schriftsteller und Dramatiker
- Bachmann, Heinrich (1903–1945), deutscher Bankkaufmann und Politiker (NSDAP), MdR, MdL
- Bachmann, Heinrich Wilhelm (* 1737), deutscher Kaufmann, Fabrikant und Kunstmäzen
- Bachmann, Heinz (1924–2022), Schweizer Mathematiker
- Bachmann, Helmut (1939–2015), deutsch-schweizerischer Maler (Naive Kunst)
- Bachmann, Helmut (* 1944), österreichischer Politiker (SPÖ), Landtagsabgeordneter in Tirol
- Bachmann, Helmut (* 1959), italienischer Koch und Fachbuchautor (Südtirol)
- Bachmann, Hermann (1856–1920), deutsch-böhmischer Journalist und Schriftsteller
- Bachmann, Hermann (1864–1937), deutscher Opernsänger (Bariton) und -regisseur sowie Gesangspädagoge
- Bachmann, Hermann (1922–1995), deutscher Maler
- Bachmann, Hildegard (* 1948), deutsche Sängerin, Schauspielerin und Buchautorin
- Bachmann, Horst (1927–2007), deutscher Maler, Bildhauer und Zeichner
- Bächmann, Horst (1937–2025), deutscher Diplomat
- Bachmann, Hugo (* 1935), Schweizer Bauingenieur
- Bachmann, Ingeborg (1926–1973), österreichische SchriftstellerinIngeborg Bachmann (1926–1973)

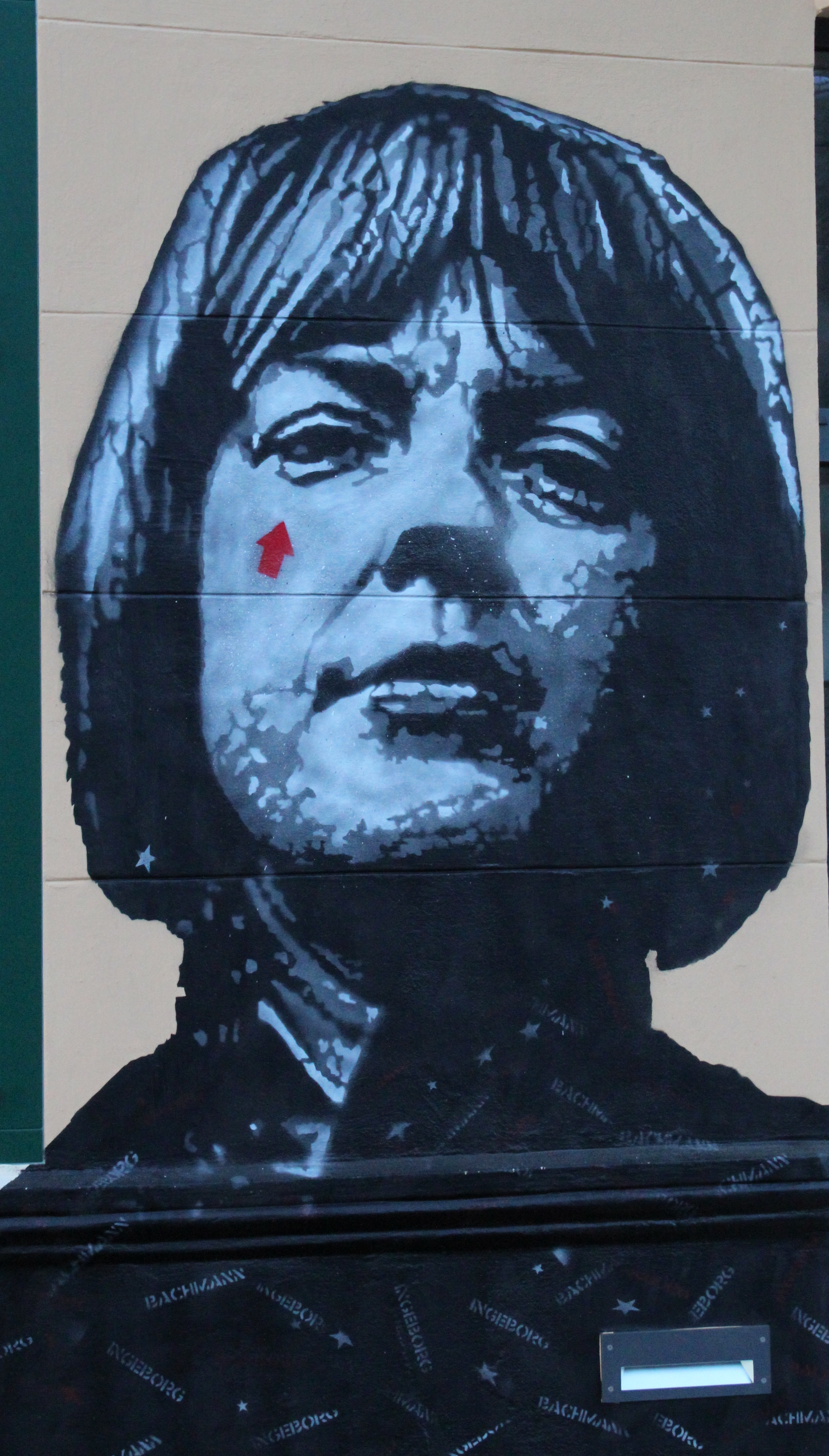
Ingeborg Bachmann (1926–1973)

- Bachmann, Ivo (* 1963), Schweizer Journalist und Medienberater
- Bachmann, Jakob Huldreich (1843–1915), Schweizer Jurist und Politiker
- Bachmann, Jan (* 1986), Schweizer Comic-Autor, Comic-Zeichner und freier Gestalter
- Bachmann, Janik (* 1996), deutscher Fußballspieler
- Bachmann, Jens Georg (* 1972), deutscher Dirigent
- Bachmann, Joh. Andreas (1806–1859), deutscher Hornist, Orchestermusiker und Musikinstrumente-Kaufmann
- Bachmann, Johann Christoph (1748–1814), deutscher Kaufmann und Unternehmer, Begründer des Bremer Handelshauses J.H. Bachmann
- Bachmann, Johann Georg († 1816), Lakai und Erfinder
- Bachmann, Johann Heinrich (1719–1786), deutscher Jurist und Archivar
- Bachmann, Johann Hinrich († 1832), deutscher Kaufmann und Unternehmer, Inhaber des Bremer Handelshauses J.H. Bachmann
- Bachmann, Johannes (1832–1888), deutscher lutherischer Theologe
- Bachmann, Johannes (1890–1945), deutscher Marineoffizier, Admiral im Zweiten Weltkrieg und Landrat des Kreises Warburg
- Bachmann, Johannes (* 1992), Schweizer Schauspieler und Synchronsprecher
- Bachmann, Jörn-Ulrich (1925–1989), deutscher Verwaltungsjurist und Hochseesegler
- Bachmann, Josef (1944–1970), deutscher Attentäter
- Bachmann, Jubaira (* 1978), Schweizer Fernsehmoderatorin
- Bachmann, Juergen (* 1976), deutscher Pokerspieler und -koordinator
- Bachmann, Julius (1844–1924), deutscher Jurist und Mitglied des Preußischen Herrenhauses
- Bachmann, Jürgen (1872–1951), deutscher Architekt
- Bachmann, Karin (* 1969), Schweizer Schriftstellerin
- Bachmann, Karl (1883–1958), österreichischer Sänger, Theater- und Filmschauspieler und Bühnenregisseur
- Bachmann, Karl (1911–1997), deutscher Politiker (NSDAP, CDU), MdL
- Bachmann, Karl Asmus (1842–1916), deutscher Richter und Abgeordneter
- Bachmann, Karl Friedrich (1785–1855), deutscher Philosoph und Mineraloge
- Bachmann, Karl Josef Anton Leodegar von (1734–1792), Schweizer Feldmarschall in französischen Diensten
- Bachmann, Karl von († 1763), russischer Generalmajor
- Bachmann, Karl-Heinz (1929–2015), deutscher Mathematiker, Informatiker und Hochschullehrer
- Bachmann, Klaus (* 1963), deutscher Journalist und Politikwissenschaftler in Polen
- Bachmann, Klaus-Ditmar (1922–2005), deutscher Pädiater und Hochschullehrer
- Bachmann, Klaus-Peter (* 1951), deutscher Politiker (SPD), MdL
- Bachmann, Konrad (1572–1646), deutscher Literaturwissenschaftler, Historiker und Bibliothekar
- Bachmann, Kurt (1909–1997), deutscher DKP-Vorsitzender und Widerstandskämpfer
- Bachmann, Leopold (1933–2021), schweizerisch-österreichischer Ingenieur und Bauunternehmer
- Bachmann, Ludwig (1792–1881), deutscher klassischer Philologe
- Bachmann, Ludwig (1856–1937), deutscher Schachhistoriker
- Bachmann, Luise George (1903–1976), österreichische Schriftstellerin
- Bachmann, Lutz (* 1959), deutscher Molekularbiologe
- Bachmann, Lutz (* 1973), deutscher politischer AktivistLutz Bachmann (* 1973)

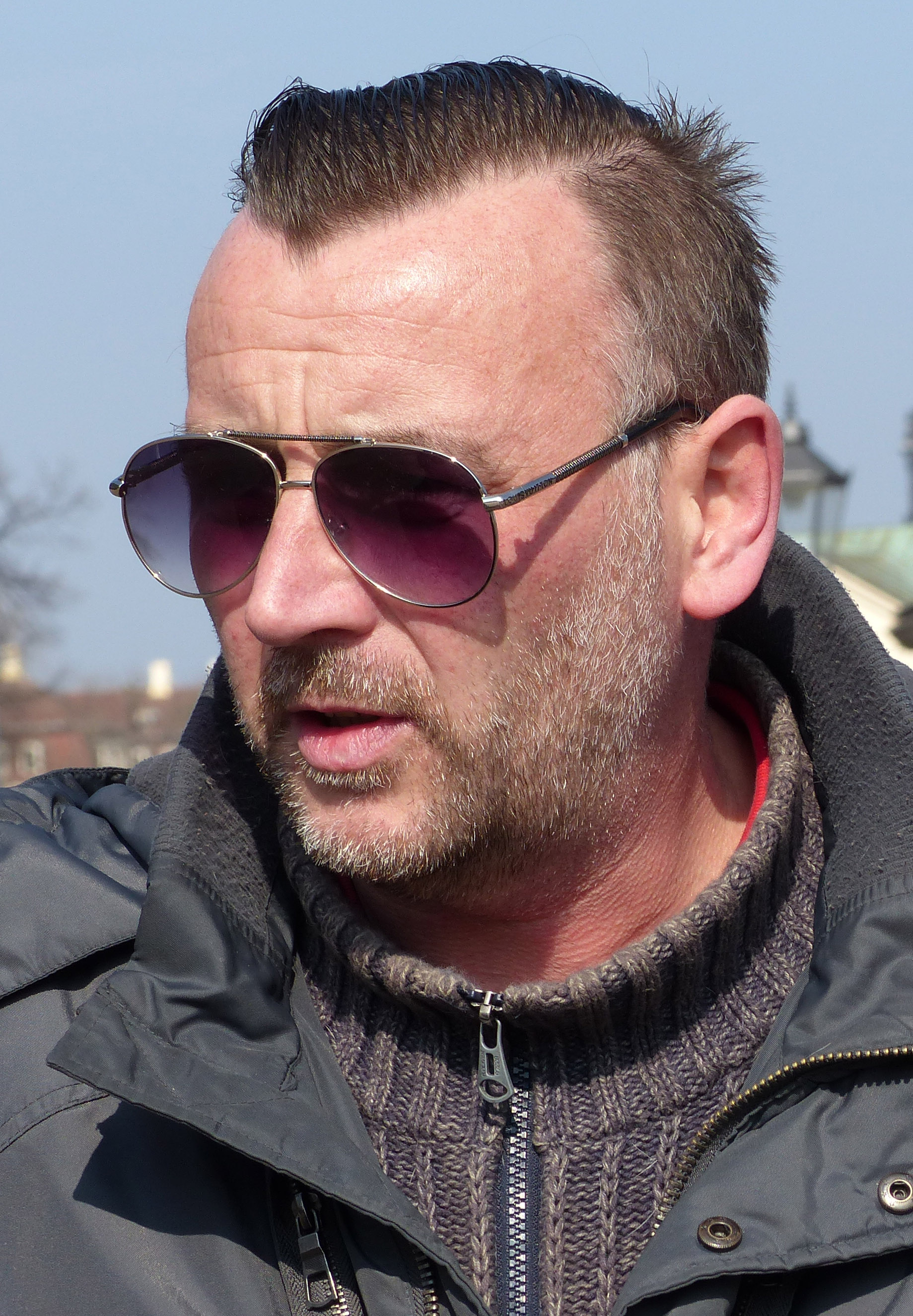
Lutz Bachmann (* 1973)

- Bachmann, Manfred (1928–2001), deutscher Volkskundler, Museumsdirektor und Spielzeugforscher
- Bachmann, Marc R. (1928–1990), Schweizer Agrarwissenschaftler
- Bachmann, Maria (* 1964), deutsche Fernsehschauspielerin, Autorin und Regisseurin
- Bachmann, Marie Elise (1879–1955), Stifterin
- Bachmann, Martin (1964–2016), deutscher Bauforscher
- Bachmann, Martin F. (* 1967), Schweizer Immunologe
- Bachmann, Mathias (* 1980), Schweizer Politiker (Die Mitte, vormals CVP) aus dem Kanton Schwyz
- Bachmann, Matthäus, Zinngießer, Kunsthandwerker und Gießer
- Bachmann, Max (1881–1954), deutscher Agrarwissenschaftler und Unternehmer
- Bachmann, Michael (* 1946), deutscher evangelischer Theologe und Hochschullehrer
- Bachmann, Michael (* 1956), deutscher Mediziner
- Bachmann, Michele (* 1956), US-amerikanische Politikerin der Republikanischen ParteiMichele Bachmann (* 1956)

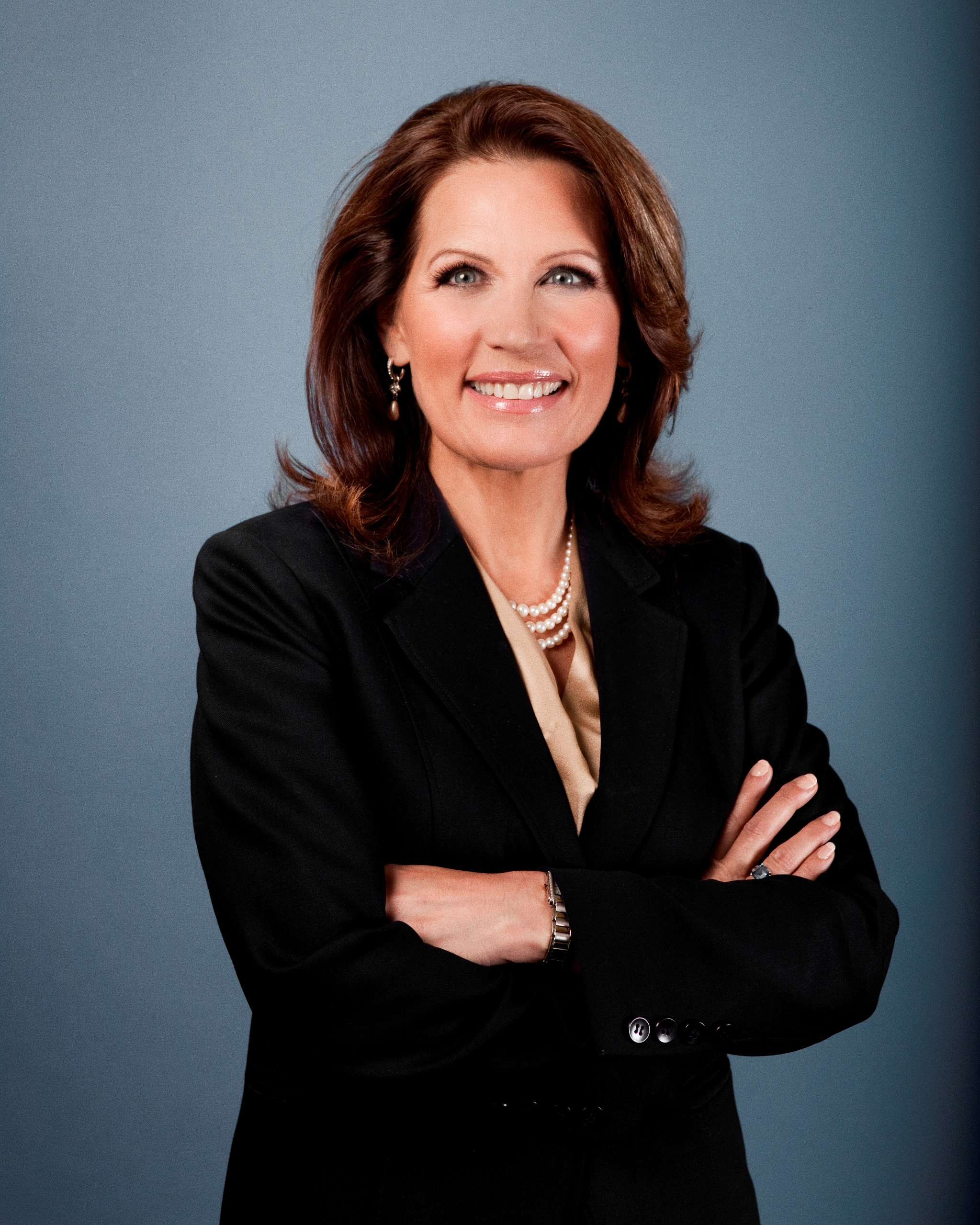
Michele Bachmann (* 1956)

- Bachmann, Michelle (* 2005), deutsche Volleyballspielerin
- Bachmann, Monica (* 1942), Schweizer Springreiterin
- Bachmann, Monika (* 1950), deutsche Politikerin (CDU), MdL
- Bachmann, Moritz (* 2000), österreichischer Handballspieler
- Bachmann, Nicolaus (1865–1962), deutscher Maler und Bildhauer
- Bachmann, Nicole (* 1964), Schweizer Krimiautorin und Gesundheitspsychologin
- Bachmann, Niklaus Franz von (1740–1831), Schweizer Militärführer
- Bachmann, Oskar (1941–2013), Schweizer Politiker (SVP)
- Bachmann, Otto (1799–1870), deutscher Theaterschauspieler
- Bachmann, Otto (1901–1977), deutscher Politiker (KPD), MdL
- Bachmann, Otto (1915–1996), Schweizer Maler, Grafiker und Illustrator
- Bachmann, Otto Karl (1877–1954), kommunistischer Politiker und Gewerkschafter
- Bachmann, Paul († 1538), Zisterziensermönch und Abt des Klosters Altzella, Gegner Martin Luthers
- Bachmann, Paul (1837–1920), deutscher Mathematiker
- Bachmann, Paul (1875–1954), deutscher Architekt und Hochschullehrer
- Bachmann, Peter (1936–2018), deutscher Arabist und Islamwissenschaftler
- Bachmann, Peter (* 1954), deutscher Politiker (AfD)
- Bachmann, Peter W. (* 1955), deutscher Schauspieler
- Bachmann, Philipp (1864–1931), deutscher lutherischer Theologe
- Bachmann, Rabia (* 1994), deutsche Taekwondoin
- Bachmann, Raimund (1882–1961), österreichischer Landespolitiker (SDAP, KPÖ)
- Bachmann, Ramona (* 1990), Schweizer FußballspielerinRamona Bachmann (* 1990)

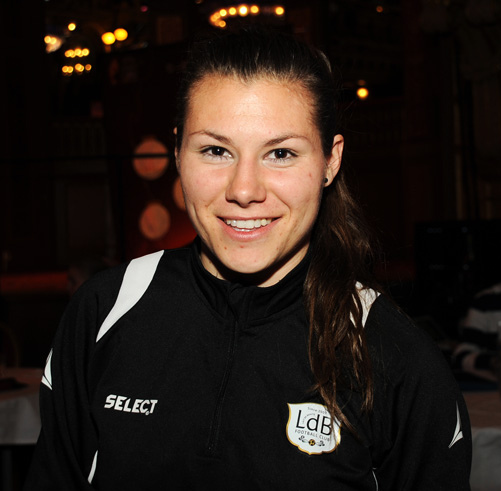
Ramona Bachmann (* 1990)

- Bachmann, Raoul (1884–1934), französischer Autorennfahrer
- Bachmann, Raphael (* 1952), Schweizer Schauspieler, Regisseur und Kabarettist
- Bachmann, Reinhard (* 1961), deutscher Wirtschafts- und Sozialwissenschaftler
- Bachmann, Robert Christian (1944–2019), Schweizer Dirigent, Komponist und Verleger
- Bachmann, Rüdiger (* 1974), deutsch-amerikanischer Wirtschaftswissenschaftler
- Bachmann, Rudolf (1877–1933), österreichischer Maler, Architekt und Medailleur
- Bachmann, Rudolf (1910–1997), deutscher Mediziner und Hochschullehrer
- Bachmann, Rudolf (1921–2020), Schweizer Politiker
- Bachmann, Rudolf (1925–1998), deutscher Politiker (CSU), MdL
- Bachmann, Samuel (1636–1709), Schweizer evangelisch-reformierter Geistlicher
- Bachmann, Samuel (1821–1907), deutscher Unternehmer
- Bachmann, Sara (* 1979), Schweizer Fernsehmoderatorin
- Bachmann, Sara (* 1995), italienische Naturbahnrodlerin
- Bachmann, Sebastian, deutscher Anatom und Zellbiologe
- Bachmann, Sebastian (* 1986), deutscher Florettfechter
- Bachmann, Siegfried (1927–1997), deutscher Soziologe und Bildungshistoriker
- Bachmann, Silke (* 1977), italienische Skirennläuferin
- Bachmann, Sixtus (1754–1825), deutscher Organist, Komponist und Ordensgeistlicher
- Bachmann, Stefan (* 1966), Schweizer Theaterregisseur, Intendant des Schauspiel KölnStefan Bachmann (* 1966)
- Bachmann, Stefan (* 1993), Schweizer Autor

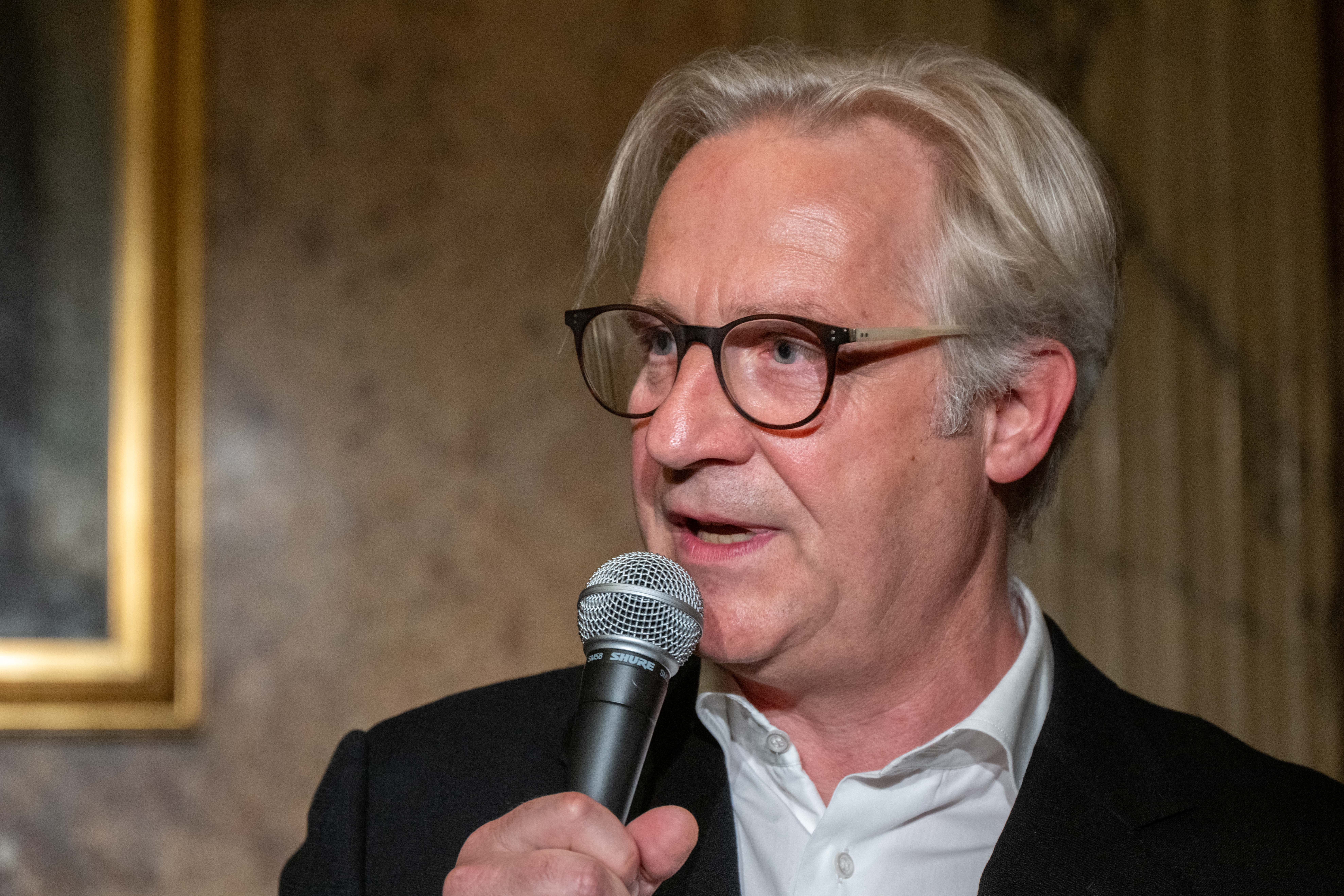
Stefan Bachmann (* 1966)

- Bachmann, Stephan (* 1979), Schweizer Basketballspieler
- Bachmann, Thomas (* 1961), deutscher Schriftsteller, Musiker und Grafiker
- Bachmann, Thomas (* 1965), deutscher Saxophonist und Musikpädagoge
- Bachmann, Thomas (* 1986), deutscher Tänzer und Tanzlehrer
- Bachmann, Tina (* 1978), deutsche Hockeynationalspielerin
- Bachmann, Tina (* 1986), deutsche Biathletin
- Bachmann, Tobias (* 1977), deutscher Schriftsteller
- Bachmann, Torsten (* 1970), deutscher Journalist und Autor
- Bachmann, Traugott (1865–1948), evangelischer Missionar
- Bachmann, Veronika (* 1974), Schweizer römisch-katholische Theologin
- Bachmann, Walter (1883–1958), deutscher Architekturhistoriker und Denkmalpfleger
- Bachmann, Walter (1919–2011), deutscher Mediziner
- Bachmann, Walter (1923–2002), deutscher Politiker (NPD), MdL und Altnazi
- Bachmann, Walther (1874–1938), deutscher Pianist
- Bachmann, Werner Emmanuel (1901–1951), US-amerikanischer Chemiker
- Bachmann, Werner Otto (1890–1953), deutscher Mediziner und Hochschullehrer
- Bachmann, Wilhelm (1885–1933), deutscher Chemiker und Hochschullehrer
- Bachmann, Wilhelm (1890–1958), deutscher Schriftsteller
- Bachmann, Wilhelm (1895–1969), deutscher Landwirt und Politiker (CSU), Bürgermeister und MdL
- Bachmann, Wilhelm (1904–1972), deutscher Landschaftsmaler, Holzschnitzer und Kunsthandwerker
- Bachmann, Wilhelm (1924–1987), deutscher Politiker (SPD), MdL
- Bachmann, Wilhelm Johann Ludwig von (1765–1831), preußischer Jurist
- Bachmann, Wolfgang (1924–2003), deutscher Schauspieler
- Bachmann, Wolfgang (* 1951), deutscher Architekt, Journalist und Architekturkritiker
- Bachmann-Calcoen, Unica (1904–1986), niederländisch-deutsche Porträt- und Tiermalerin
- Bachmann-Eugster, Anna (1889–1966), erste Berufsberaterin für Frauen in der Schweiz und Mitbegründerin der Zentralstelle für Frauenberufe
- Bachmann-Geiser, Brigitte (* 1941), Schweizer Musikethnologin
- Bachmann-Hohmann, B., deutsch-österreichischer Militärmaler, Zeichner, Lithograf und Grafiker
- Bachmann-Medick, Doris (* 1952), deutsche Literatur- und Kulturwissenschaftlerin
- Bachmann-Roth, Christina (* 1983), Schweizer Unternehmerin und Politikerin (Die Mitte, vormals CVP)Christina Bachmann-Roth (* 1983)

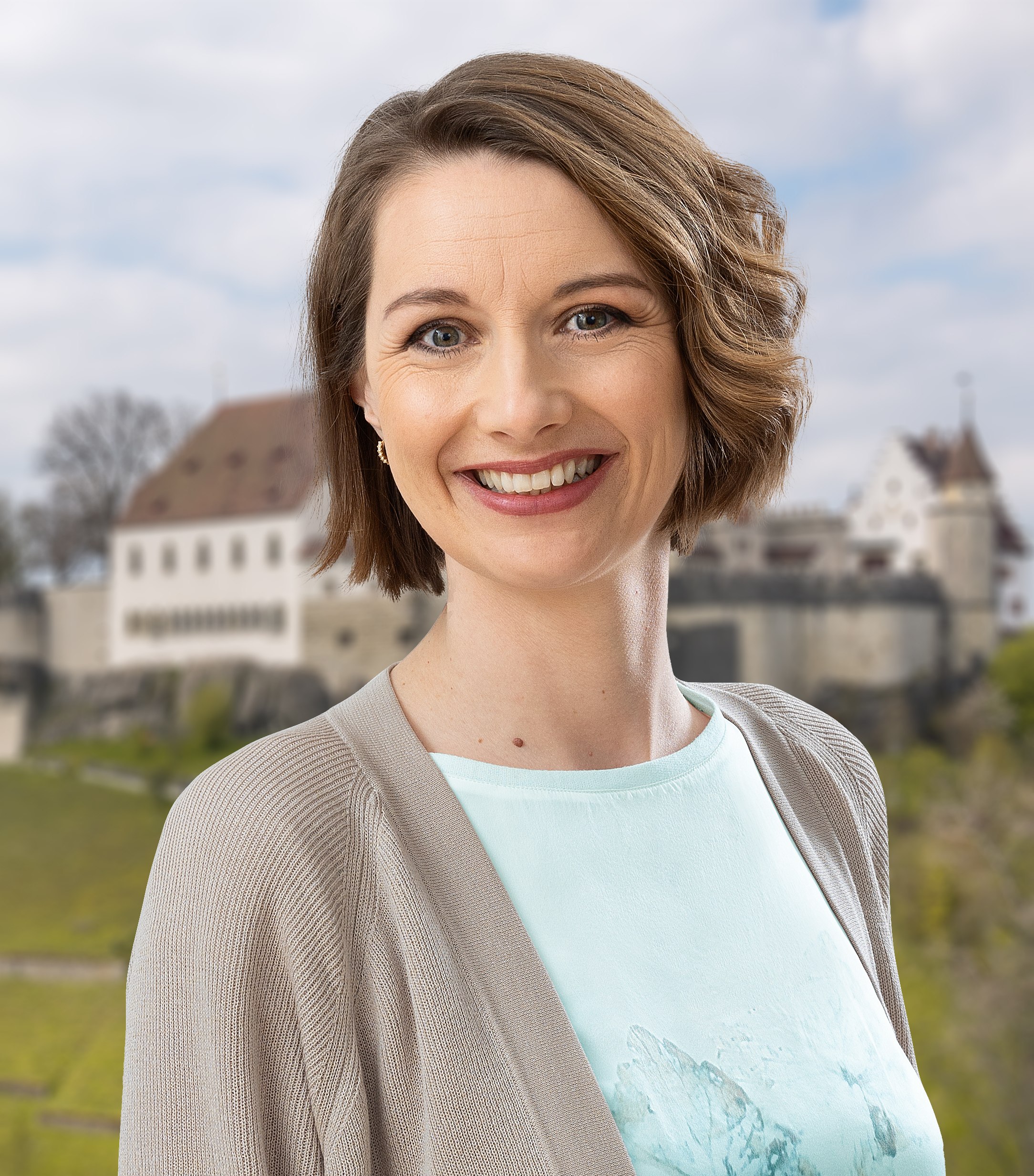
Christina Bachmann-Roth (* 1983)

##### Bachmay
- Bachmayer, Emma (* 1898), deutsche Landfrau und Bäuerin
- Bachmayer, Friedrich (1913–1989), österreichischer Paläontologe
- Bachmayer, Georg (1913–1945), deutscher SS-Hauptsturmführer und Schutzhaftlagerführer im KZ Mauthausen
- Bachmayer, Horst (1932–2017), deutscher Emailkünstler
- Bachmayer, Josef (* 1940), österreichischer Politiker (SPÖ), Landtagsabgeordneter im Burgenland
- Bachmayer, Natalia (* 1968), deutsche Fernsehjournalistin
- Bachmayr, August (1918–1977), oberösterreichischer Politiker (ÖVP)
- Bachmayr, Johann Nepomuk (1819–1864), österreichischer Jurist und Dramatiker

#### Bachme
- Bachmeier, Adolph (1937–2016), deutsch-US-amerikanischer Fußballspieler
- Bachmeier, Benedikt (1887–1970), deutscher Politiker, MdR
- Bachmeier, Benedikt senior (1852–1912), deutscher Gutsbesitzer und Politiker, MdR
- Bachmeier, Florian Anton Louis (* 1974), deutscher Fotograf
- Bachmeier, Hans Jörg (* 1966), deutscher Koch, Kochbuchautor und Fernsehkoch
- Bachmeier, Marianne (1950–1996), deutsche Mutter, die im Gerichtssaal den Mörder ihrer Tochter erschoss
- Bachmeier, Walter (1957–2020), deutscher Schriftsteller
- Bachmetew, Alexei Nikolajewitsch (1774–1841), russischer General
- Bachmetew, Georgi Petrowitsch (1848–1928), russischer Diplomat
- Bachmetewa, Warwara Alexandrowna (1815–1851), russische Adlige, Geliebte Michail Lermontows
- Bachmetjew, Boris Alexandrowitsch (1880–1951), russischer Ingenieur und Diplomat
- Bachmetjew, Wladimir Matwejewitsch (1885–1963), russischer Schriftsteller, Publizist und Literaturkritiker
- Bachmeyer, Wolfgang (1597–1685), deutscher Kartograph, Geodät, Astronom, Mathematiker und Theologe

#### Bachmu
- Bachmüller, Tobias (* 1957), deutscher Unternehmer
- Bachmutkina, Polina Demidowna (* 1999), russische Tennisspielerin

### Bachn
- Bachner, Christian (* 1970), österreichischer Jazzmusiker (Saxophone, Komposition)
- Bachner, Gerd (* 1945), deutscher Geistlicher und Kölner Dompropst
- Bachner, Karin (* 1969), österreichische Jazzmusikerin (Gesang, Komposition, Arrangements)
- Bachner, Louis (1882–1945), amerikanischer klassischer Pianist, Sänger und Gesangspädagoge
- Bachner, Robert (* 1972), österreichischer Jazzmusiker (Posaune, Komposition, Bandleader)
- Bachner, Roswitha (* 1954), österreichische Politikerin (SPÖ), Mitglied im Österreichischen Bundesrat

### Bacho
- Bachof, Otto (1914–2006), deutscher Jurist
- Bachofen von Echt, Adolf (1864–1947), österreichischer Industrieller und Privatgelehrter
- Bachofen von Echt, Franz (1782–1849), österreichischer Forstbeamter
- Bachofen von Echt, Karl Adolf (1830–1922), österreichischer Brauereiunternehmer
- Bachofen von Echt, Ludwig Heinrich (1725–1792), dänischer Diplomat, Dichter geistlicher Lieder sowie Freimaurer
- Bachofen von Echt, Reinhart (1877–1947), österreichischer Adeliger, Heimwehrführer und Autor
- Bachofen von Echt, Thomas (1540–1597), deutscher Kaufmann und Bürgermeister von Gotha
- Bachofen, Arnold (1840–1894), Basler Architekt und Schweizer Oberstleutnant
- Bachofen, Johann Caspar (1695–1755), Schweizer Komponist, Kapellmeister und Musikpädagoge
- Bachofen, Johann Jakob (1815–1887), Schweizer Jurist und AltertumsforscherJohann Jakob Bachofen (1815–1887)

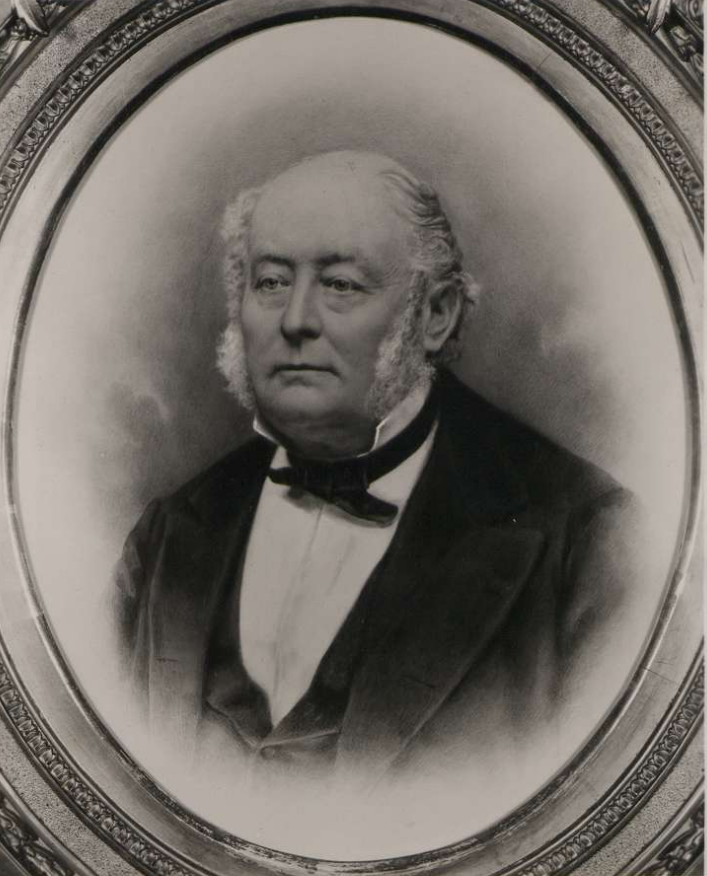
Johann Jakob Bachofen (1815–1887)

- Bachofen, Martin (1727–1814), Basler Seidenband-Fabrikant und -Händler, Kunstsammler
- Bachofen, Reinhard (1544–1614), Bürgermeister von Leipzig
- Bachofen, Samuel (1806–1889), Basler Grossrat, Schweizer Oberst
- Bachofen, Wilhelm (1841–1922), Schweizer Ingenieur, Bauunternehmer und Politiker
- Bachofen-Burckhardt, Louise Elisabeth (1845–1920), Ehegattin von Johann Jakob Bachofen
- Bachofer, Alfred (* 1942), deutscher Politiker (Freie Wähler)
- Bachofer, Bernd (* 1969), deutscher Koch, Kochbuchautor und Fernsehkoch
- Bachofer, Wolfgang (1928–2003), deutscher Germanist
- Bachoff von Echt, Johann Friedrich (1643–1726), deutscher Jurist, Hofbeamter und Staatsmann
- Bachofner, Andrea (* 1968), österreichische Judoka
- Bachofner, Anna (1839–1909), Schweizer Schriftstellerin
- Bachofner, Hans (1931–2012), Schweizer Berufsoffizier
- Bachofner, Jérôme (* 1996), Schweizer Eishockeyspieler
- Bachofner, Wolf (* 1961), österreichischer Theater- und Filmschauspieler
- Bachor, Claus (* 1959), deutscher DJ, Musiker, Labelbetreiber und Musikjournalist
- Bachor, Isabell (* 1983), deutsche Fußballspielerin
- Bachor, Konstantin (* 1984), deutscher Triathlet
- Bachor, Kurt (1916–1990), deutscher Schriftsteller und Förster
- Bachorski, Hans-Jürgen (1950–2001), deutscher germanistischer Mediävist
- Bachorz, Heinrich (* 1950), deutscher Fußballspieler
- Bachórz, Józef (1934–2024), polnischer Literaturhistoriker
- Bachot, Jacques, französischer Bildhauer der Spätgotik
- Bachow, Afanassi († 1762), russischer Forschungsreisender

### Bachr
- Bachrach, Adolf (1853–1932), österreichischer Rechtsanwalt
- Bachrach, Bernard (1939–2023), US-amerikanischer Mittelalter- und Militärhistoriker
- Bachrach, Jacques (1892–1954), österreichischer Drehbuchautor
- Bachrach, Louis Fabian Jr. (1917–2010), US-amerikanischer Fotograf
- Bachrach, Peter (1918–2007), US-amerikanischer Politikwissenschaftler und Hochschullehrer
- Bachrach-Barée, Emanuel (1863–1943), deutscher Maler und Illustrator
- Bachrach-Barée, Hellmut (1898–1964), deutscher Maler
- Bachraheel, Hicham (1943–2012), jemenitischer Verleger und Herausgeber
- Bachratá, Anna (* 1995), tschechische Unihockeyspielerin
- Bachratá, Petra (* 1975), slowakische Komponistin und Ärztin
- Bachrich, Ernst (1892–1942), österreichischer Komponist, Klavierbegleiter und Dirigent
- Bachrich, Melly (1899–1984), österreichische Exlibriskünstlerin und Illustratorin
- Bachrodt, Ruth (1913–1997), deutsche Weinkönigin
- Bachruschin, Alexei Alexandrowitsch (1865–1929), russischer Unternehmer und Mäzen

### Bachs
- Bachschmid, Alois (1900–1968), deutscher NSDAP-Gauleiter
- Bachschmid, Anton Adam (1728–1797), österreichisch-deutscher Komponist
- Bachschmid, Friedrich (1832–1907), bayerischer Kaufmann und Kommunalpolitiker
- Bachschmidt, Christiane (* 1958), deutsche Schauspielerin und Hörspielsprecherin
- Bachschmidt, Fritz (1928–1992), deutscher Schauspieler
- Bachschuster, Christian (1907–2000), deutscher Fabrikant
- Bachsleitner, Niklas (* 1996), deutscher Freestyle-Skisportler
- Bächstädt, Philipp (* 1982), deutscher Fernsehmoderator und -produzent
- Bachstein, Heimo (1937–2011), deutscher Filmkritiker und Regisseur
- Bachstein, Herrmann (1834–1908), deutscher Bau- und Eisenbahn-Unternehmer
- Bachstein, Mathias (* 1986), österreichischer Fußballspieler
- Bachstitz, Kurt Walter (1882–1949), deutsch-österreichischer Kunsthändler
- Bachstrom, Johann Friedrich (1686–1742), lutherischer Theologe, Mediziner, Autor, Schriftsteller

### Bacht
- Bacht, Heinrich (1910–1986), deutscher katholischer Theologe und Jesuit
- Bacht, Michael (* 1947), deutscher Objekt- und Installationskünstler
- Bachta, Jakob (1806–1855), deutscher Historien- und Porträtmaler der Düsseldorfer Schule
- Bachta, Johann Baptist (1782–1856), deutscher Historien-, Landschafts-, Porträt- und Miniaturmaler sowie Radierer
- Bachtadse, Mamuka (* 1982), georgischer Politiker
- Bachteler, Oskar (1896–1961), deutscher Politiker (FDP), MdL
- Bachtell, John (* 1956), US-amerikanischer Politiker
- Bachter, Denis, deutscher Filmeditor
- Bachthaler, Günther (1927–2007), deutscher Pflanzenbauwissenschaftler und Herbologe
- Bachtiar, Laila (* 1971), österreichische bildende Künstlerin
- Bachtiar, Schapur (1914–1991), iranischer Politiker und Ministerpräsident IransSchapur Bachtiar (1914–1991)

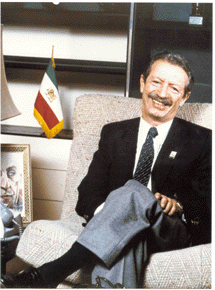
Schapur Bachtiar (1914–1991)

- Bachtiar, Teymur (1914–1970), iranischer Politiker, Geheimdienstminister des Iran
- Bächtiger, André (* 1971), Schweizer Politikwissenschaftler und Hochschullehrer
- Bächtiger, Augustin Meinrad (1888–1971), Schweizer Kirchenmaler, Maler und Illustrator
- Bächtiger, Emma (* 2004), Schweizer Handballspielerin
- Bächtiger, Franz (1939–1999), Schweizer Kulturhistoriker und Autor
- Bächtiger, Johann Kilian (1850–1922), Schweizer Priester, dem Heilungen nachgesagt wurden
- Bächtiger, Mario (* 1988), Schweizer Leichtathlet
- Bachtin, Alexander Nikolajewitsch (1885–1963), sowjetisch-russischer Generalleutnant
- Bachtin, Anatoli Iwanowitsch (1928–1979), sowjetischer Brückenbau-Ingenieur
- Bachtin, Michail Michailowitsch (1895–1975), russischer Philosoph, Literaturwissenschaftler und KunsttheoretikerMichail Michailowitsch Bachtin (1895–1975)

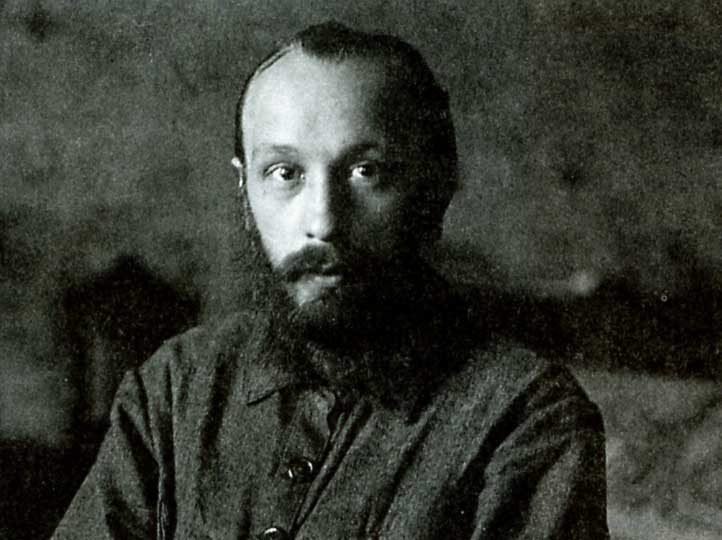
Michail Michailowitsch Bachtin (1895–1975)

- Bachtisin, Albert Raufowitsch (* 1975), russischer Ökonom, Mathematiker und Hochschullehrer
- Bachtiyār ibn Abī Manṣūr, Dichter
- Bächtold, Albert (1891–1981), Schweizer Schriftsteller
- Bächtold, Carl August (1838–1921), Schweizer Pfarrer, Lehrer und Geschichtsforscher
- Bächtold, Elisabeth Florentine (1851–1927), deutsche Schriftstellerin
- Bächtold, Hansi (* 1956), Schweizer Motorradrennfahrer
- Bächtold, Hermann (1882–1934), Schweizer Historiker
- Bächtold, Jacques M. (1887–1984), Schweizer Didaktiker, Kulturförderer, Dialektlexikograph und Mundartpfleger
- Bächtold, Jakob (1905–1993), Schweizer Ingenieur, Politiker und Umweltschützer
- Bächtold, Kurt (1918–2009), Schweizer Journalist, Lokalhistoriker und Politiker (FDP)
- Bächtold, Werner (* 1953), Schweizer Politiker (SP)
- Bächtold-Stäubli, Hanns (1886–1941), Schweizer Volkskundler
- Bachträgl, Erich (1944–2011), österreichischer Jazzschlagzeuger
- Bachtschiwandschi, Grigori Jakowlewitsch (1909–1943), sowjetischer Testpilot

### Bachu
- Bachur, Max (1845–1920), deutscher Theaterdirektor
- Bachus, Spencer (* 1947), US-amerikanischer Rechtsanwalt und Politiker

### Bachw
- Bachwalawa, Kazjaryna (* 1993), belarussische Journalistin
- Bachwalow, Andrei Pawlowitsch (* 1963), sowjetischer Eisschnellläufer
- Bachwalow, Nikolai Sergejewitsch (1934–2005), russischer Mathematiker
- Bachwalowa, Jekaterina Alexandrowna (* 1972), russische Hürdenläuferin

### Bachy
- Bachynsky, Nicholas (1887–1969), kanadischer Politiker (Manitoba)

### Bachz
- Bachzetsis, Alexandra (* 1974), Schweizer Videokünstlerin, Installationskünstlerin und Performancekünstlerin